# フェヒタ
フェヒタ (ドイツ語: Vechta,  [ˈfɛçta] ( 音声ファイル)、低地ドイツ語: Vechte) は、ドイツ連邦共和国ニーダーザクセン州フェヒタ郡の郡庁所在地で、同郡最大の都市である。「乗馬の街」として知られるこの大学都市はクロッペンブルクと並ぶ、オルデンブルガー・ミュンスターラントの2つの郡庁所在地の1つであり、ニーダーザクセン州の地域計画上のミッテルツェントルム（中規模中心）となっている。フェヒタは1994年から、ダンメ、ディープホルツ、ローネとともにいわゆる都市カルテットを形成している。2006年からは、北西部大都市圏に含まれている。

## 地理

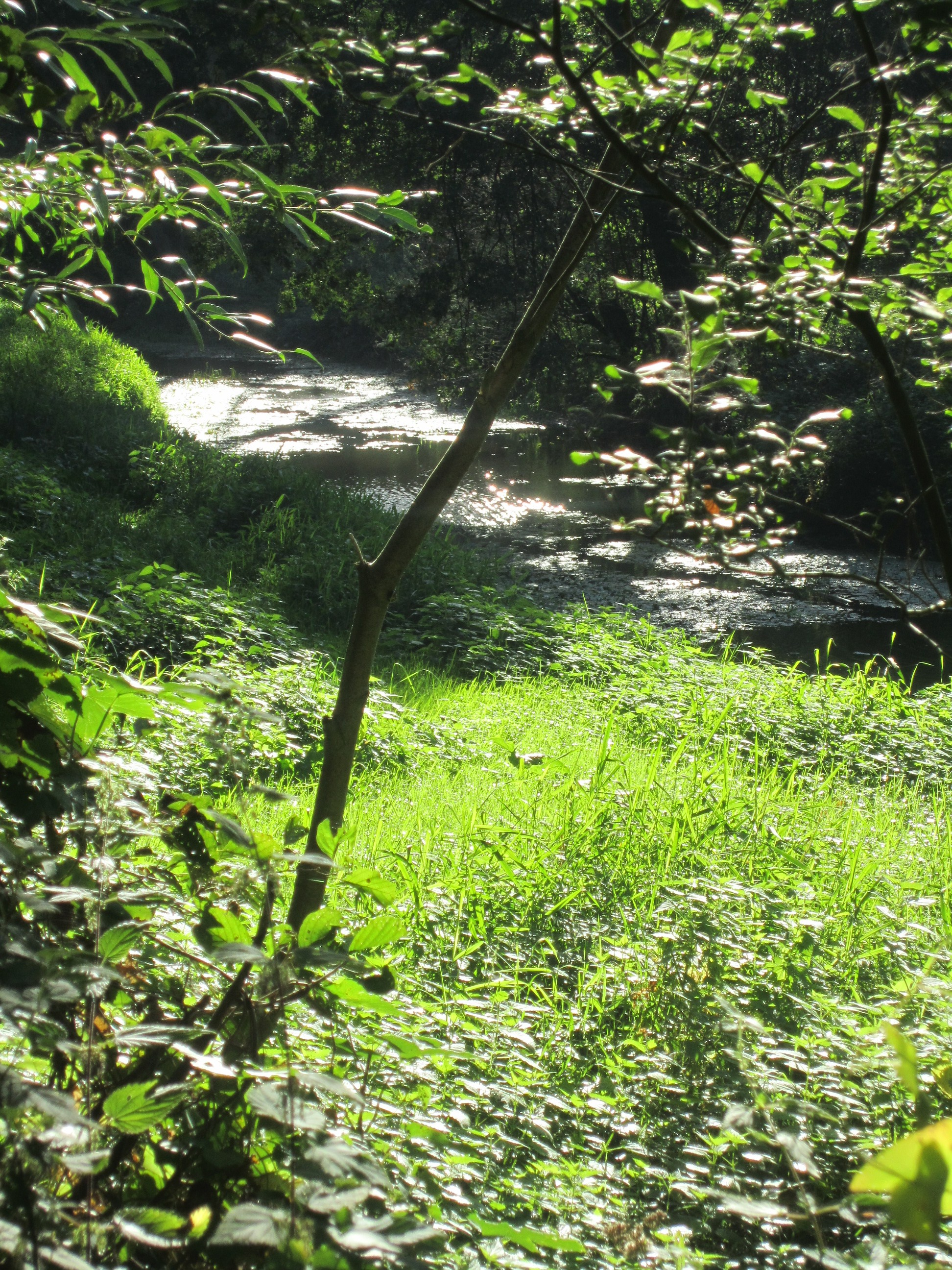
フェヒタアー・モールバッハ川

### 位置
フェヒタは、ブレーメン、オルデンブルク、オスナブリュックの都市トライアングルの中央に位置している。市の東部にはグローセ・モール（ムーア）がある。フェヒタの最も南東、連邦道69号線の東は、現存する数少ない湿地の1つである。このムーアの一部、西側はフェヒタアー・モールバッハ川がハーゼ川さらにはエムス川方向に排水しており、北のエムス＝フンテ＝ゲースト（砂地の丘）と、南のダンマー山地の張り出し部とを分離している。

### 市の構成
フェヒタは、以下の15市区からなる。
| - 中核市区 - ベルクストルプ - カルフェスラーゲ - ダインドルプ - ハーゲン I | - ハーゲン II - ホルトルプ - ホルツハウゼン - ラングフェルデン - オイテ | - シュプレーダ - シュトッペルマルクト - シュトゥーケンボルク - テルブラーケ - ファルデル |

### 隣接する市町村
隣接する市町村は、北から時計回りに、フィスベーク、ゴルデンシュテット、バルンストルフ、ディープホルツ、ローネ (オルデンブルク)、ディンクラーゲ、バクム、カペルン (オルデンブルク)、エムステークである。

### 地質学と水文学
フェヒタは北ドイツ低地に位置している。フェヒタ周辺地域は主に氷河が運んだ堆積物からなっている。最表層は更新世のロームや砂が堆積した地層である。ボーリング調査によれば、この最表層の厚さは 5-7 m である。この表層は、厚さ約 10 m のロームと泥の堆積物層によって支えられている。深さ 25-30 m の砂の層は、地下水の豊かな貯水層となっている。地下水の最も上部は深さ 2-6 m である。

### 気候
フェヒタでは、北海からの湿った北西風の影響を受け温帯海洋性気候が支配的である。ディンクラーゲの長期平均気温は8.5℃から9.0℃、平均年間降水量は約 700 mm である。5月から8月の間に平均20日から25日の夏日がある。

## 歴史
この地域の帰属は以下の様に変遷した。
- 1070年（最初の文献記録）から1252年まで　ラーヴェンスベルク伯領
- 1252年から1647年まで　ミュンスター司教領（ドイツ語版、英語版））
- 1647年から1654年まで　スウェーデンによる占領
- 1654年から1803年まで　ミュンスター司教領
- 1803年から1806年まで　オルデンブルク公領
- 1806年から1810年まで　ライン同盟内のオルデンブルク公領
- 1810年から1814年まで　フランス帝国レムス＝シュペリュール県（ドイツ語版、英語版）
- 1814年から1867年まで（州としては1918年まで）　オルデンブルク大公国
- 1867年から1871年まで　北ドイツ連邦
- 1871年から1945年まで　ドイツ国
- 1918年から1945年まで　オルデンブルク自由州（ドイツ国の州として。1933年からはナチス・ドイツの一部として）
- 1945年から1949年まで　イギリス管理地区（ドイツ語版、英語版）
- 1946年以降　ニーダーザクセン州（1949年以降はドイツ連邦共和国の州として）
- 1949年以降　ドイツ連邦共和国

交易路であるライニッシェ街道は、中世にはオスナブリュックから北に向かい、ローネからはダンマー山地の麓沿いに西に進み、南のダンマー山地のエンドモレーンと北のクロッペンブルガー・ゲーストとの間にある低地で、フェヒタアー・モールバッハの両岸の幅が最も狭く唯一通行可能であった地点で渡っていた。この湿ったフェヒタアー・モールバッハを渡る重要な渡渉地は、早くも851年の文献に記述されている。この交易路は、港湾都市のブレーメンやハンブルクを経由してバルト海の街リューベックにまで通じていた。
オスナブリュック司教ベノ1世が1060年からこの街道を拡充させ、ライニッシェ街道はさらに重要性を増した。
1076年から1077年にオスナブリュック司教、コルヴァイ修道院、ヘルフォルト修道院の間で、いわゆるオスナブリュックの十分の一税紛争が起こった。オスナブリュック司教ベノ2世は、この紛争を有利に終結させ、フェヒタの十分の一税とそれに関連する統括権を得た。1080年頃に渡渉地の近くに初めてフェヒタ城が建設された。その庇護下で元の集落は発展して行き、関税権、貨幣鋳造権、市場開催権を含むオスナブリュックと同等の都市権を獲得した。
フェヒタの領主権とそれに付随する関税権、貨幣鋳造権、市場開催権は、12世紀に帝国レーエンとしてオスナブリュック司教からカルフェラーゲ伯に移譲された。この貴族家はその後ラーヴェンスベルク伯を名乗った。
1252年、伯妃ゾフィーとその娘ユッタは、この帝国レーエンをミュンスター司教政府に4万マルク（現在の貨幣価値で約2千万ユーロ）で売却した。フェヒタはミュンスター司教領政府の役人の所在地となった。
その後、ミュンスター司教とオルデンブルク伯とのフェーデの際、1538年にオルデンブルク軍によって火を放たれ、フェヒタの街と城は破壊された。
宗教改革の時代、司教フランツ・フォン・ヴァルデックの下、フェヒタでは1543年から1613年までの約70年間ルター派が信仰された。この頃、この地方では宗教改革家ヘルマン・ボヌスが活動していた。司教フェルディナント・フォン・バイエルンの下での対抗宗教改革の時代に、この地域は再びカトリック信仰に戻された。
三十年戦争でフェヒタは酷く苦しめられた。1654年までスウェーデンの占領が続いたが、その終結は現在でもキリスト昇天祭のパレードで記念されている。首席司祭座教会身廊の北側にはっきりと見える2つの大砲の砲弾痕もその証である。1640年からフランシスコ会が修道院を建設し、ラテン語学校を創設した。このラテン語学校が1719年開校のギムナジウム・アントニアヌムの母体となった。1684年、大火によってフェヒタの大部分が焼失した。現在の街のレイアウトは、その後の復興時に遡る。この火災は城を最終的に取り壊す契機となった。城は1689年に取り壊された。防衛施設としての城の機能は、ツィタデレが引き継いだ。しかしそれも七年戦争の過程で役に立たないことが判明し、1758年4月1日に剣を交えることなく敵のハノーファー選帝侯軍に降伏した。

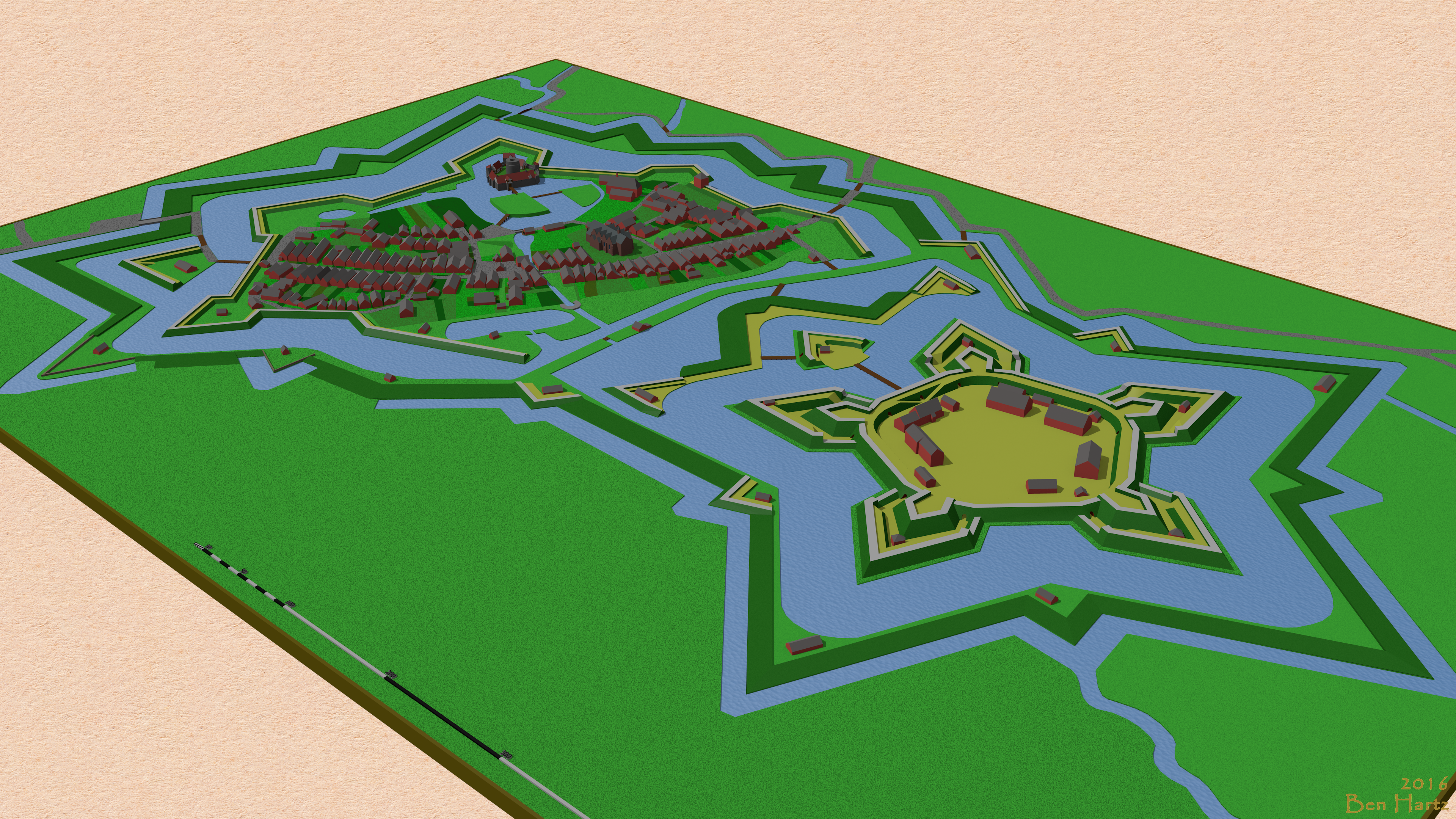
1684年の火災以前のフェヒタ
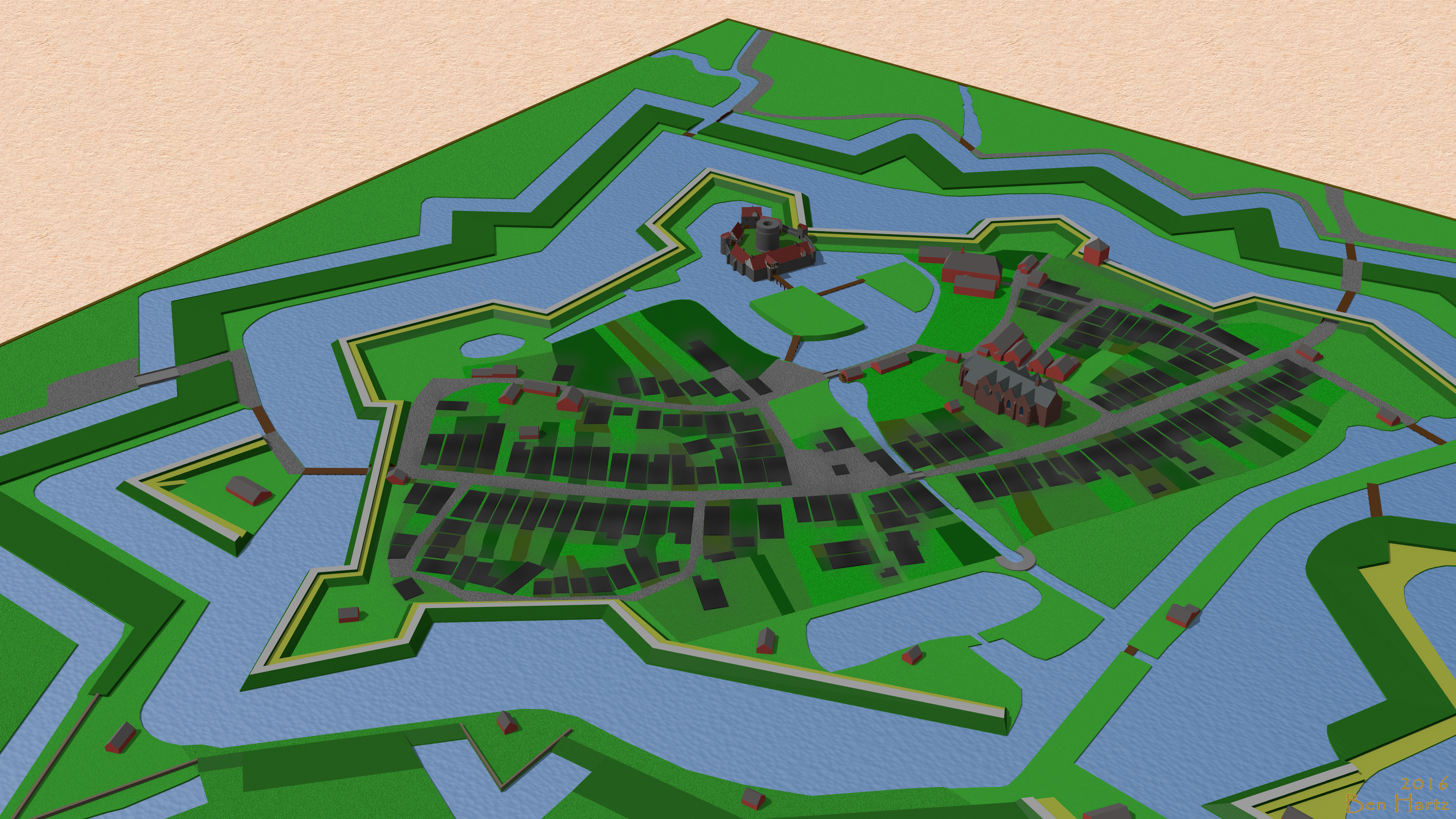
1684年8月8日の火災で破壊されたフェヒタ
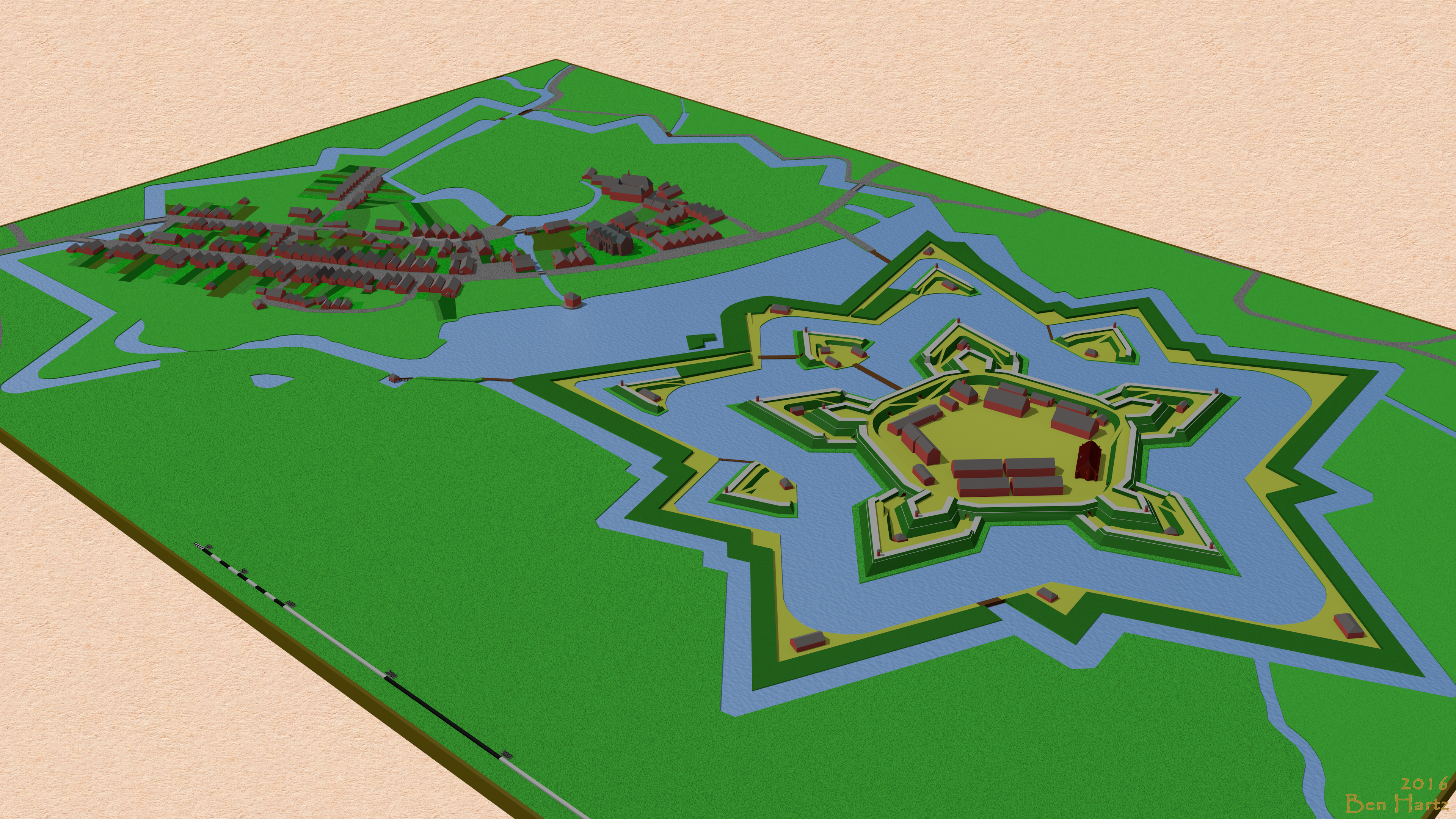
1705年以降のフェヒタ

1803年にアムト・フェヒタはオルデンブルク公領となった。1811年から1813年まで北西ドイツはフランス支配下に置かれ、この間にフランシスコ会修道院は廃止された。しかしこの直後にはフェヒタに対するオルデンブルクの統治権が確定した。1918年に君主制が終結するまでフェヒタはオルデンブルク大公国の一部であった。その後、オルデンブルク自由州の一部となり、1946年に新設されたニーダーザクセン州に編入された。
1825年からユッタ通りに存在していたシナゴーグは、1938年のユダヤ人排斥運動（「水晶の夜」）で国家社会主義者によって破壊され、フィスベーカー・ダムのユダヤ人墓地が荒らされた。この墓地は1948年に軍事政府の命令によって整備され直した。そのためにフェヒタの刑務所から女性も動員された。1981年に、ユッタ通り/クリンゲンハーゲン/ブルク通りの角に破壊されたシナゴーグの記念碑が建立され、記憶と悔恨を伝えている。この碑はフェヒタの芸術家アルベルト・ボックラーゲが制作したもので、ダビデの星とヘブライ語の「平和」という言葉、さらに「この通りに建っていた、この街のユダヤ人市民の神殿であったシナゴーグは、1938年11月9日に冒涜された。記憶と悔恨のために。」という銘文が刻まれている。2009年から2011年までにナチによるフェヒタの犠牲者のために21基の「躓きの石」が設置された。
2024年6月9日、ホルトルプの隣接する5つの農場がニーダーザクセン州の "Tags des offenen Hofes"（直訳: 農場公開の日）の中心会場となった。

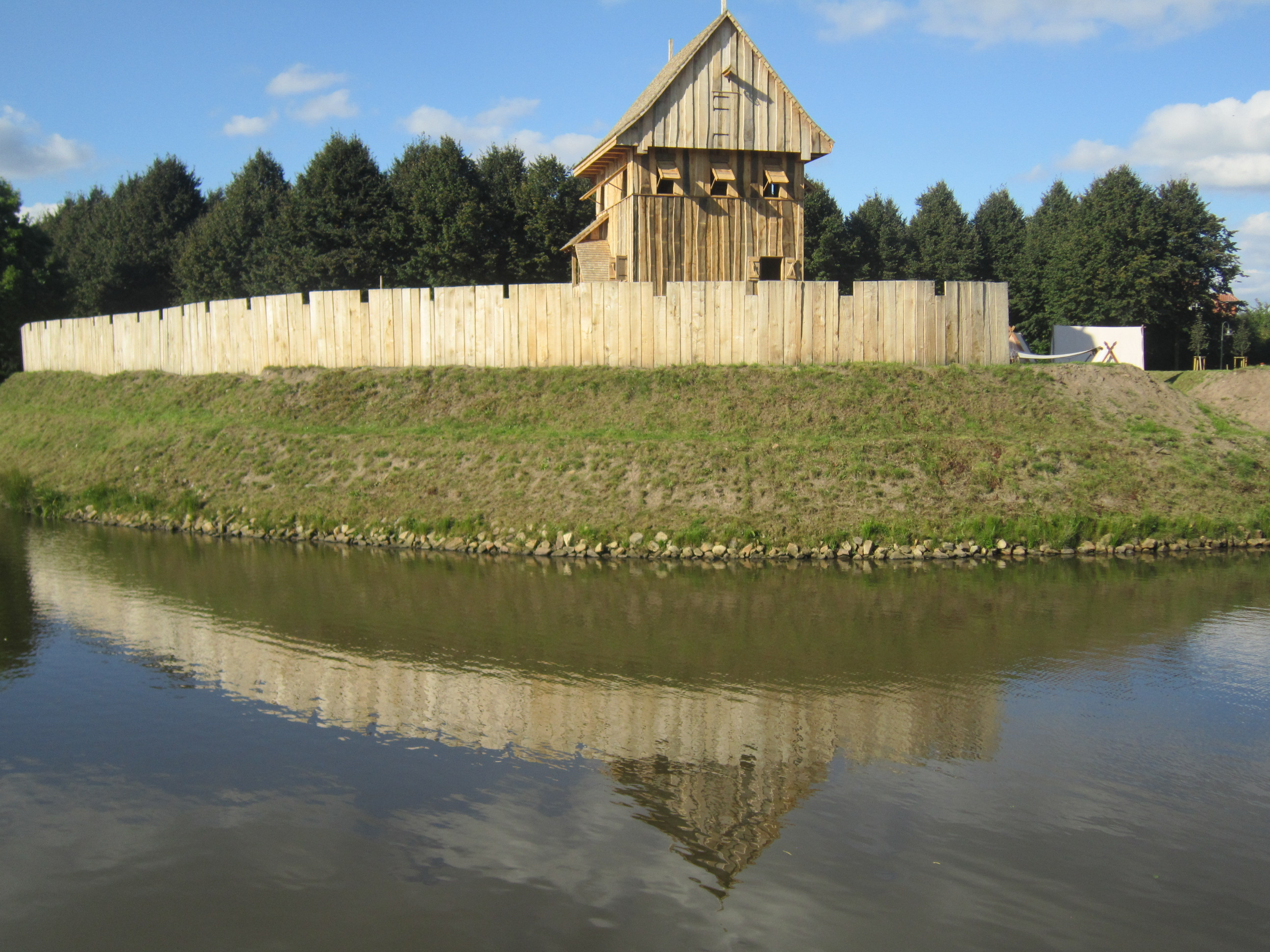
復元された中世フェヒタ城の木柵と櫓

### 城
2005年から2006年に行われた考古学調査によって、フェヒタ城の遺構が発掘された。骨笛やアーキバスなどの中世から近世の数多くの遺品が出土した。フェヒタ城は平城に分類される。その外観は中世の特徴を備えていた。たとえば、ヒュルスホフ城、ダルフェルト城、ハーヴィクスベック城、ドレンシュタインフルト城、ケムナーデ城などヴェストファーレンで多く建設された2島式の掘割を持つ城であった可能性が高い。出土品の大部分は、ツォイクハウス博物館 (Museum im Zeughaus) で見ることができる。
この城には14世紀初めからエルメンドルフ家が住んだ。この貴族家の本拠地は1421年からグート・フュヒテルであった。フュヒテルとヴェルペのエルメンドルフ最後の人物がツェツィーリエ・フライイン・フォン・エルメンドルフで、詩人アネッテ・フォン・ドロステ＝ヒュルスホフの甥であるハインリヒ・フォン・ドロステ・ツー・ヒュルスホフ（1827年 - 1887年）と結婚していた。ドロステ・ツー・ヒュルスホフ家は早くも1770年には隣接するグート・ヴェルペの所領を得ていた。娘のマリア＝アナ（1866年 - 1947年）を介して、フュヒテルとヴェルペの所領は嫁ぎ先のメールフェルト伯フェルディナントが相続した。両地所は現在もこの家が所有している。
中世体験センターは、3島式の「カストルム・フェヒテンゼ」としてフェヒタ城を復元した。2010年秋にフェヒタ市行政委員会は最初のモジュールである木製の櫓と柵の建設および3島式城郭のインフラ整備のための予算を承認した。工事は2012年4月に始まり、櫓は2013年9月28日に完成した。

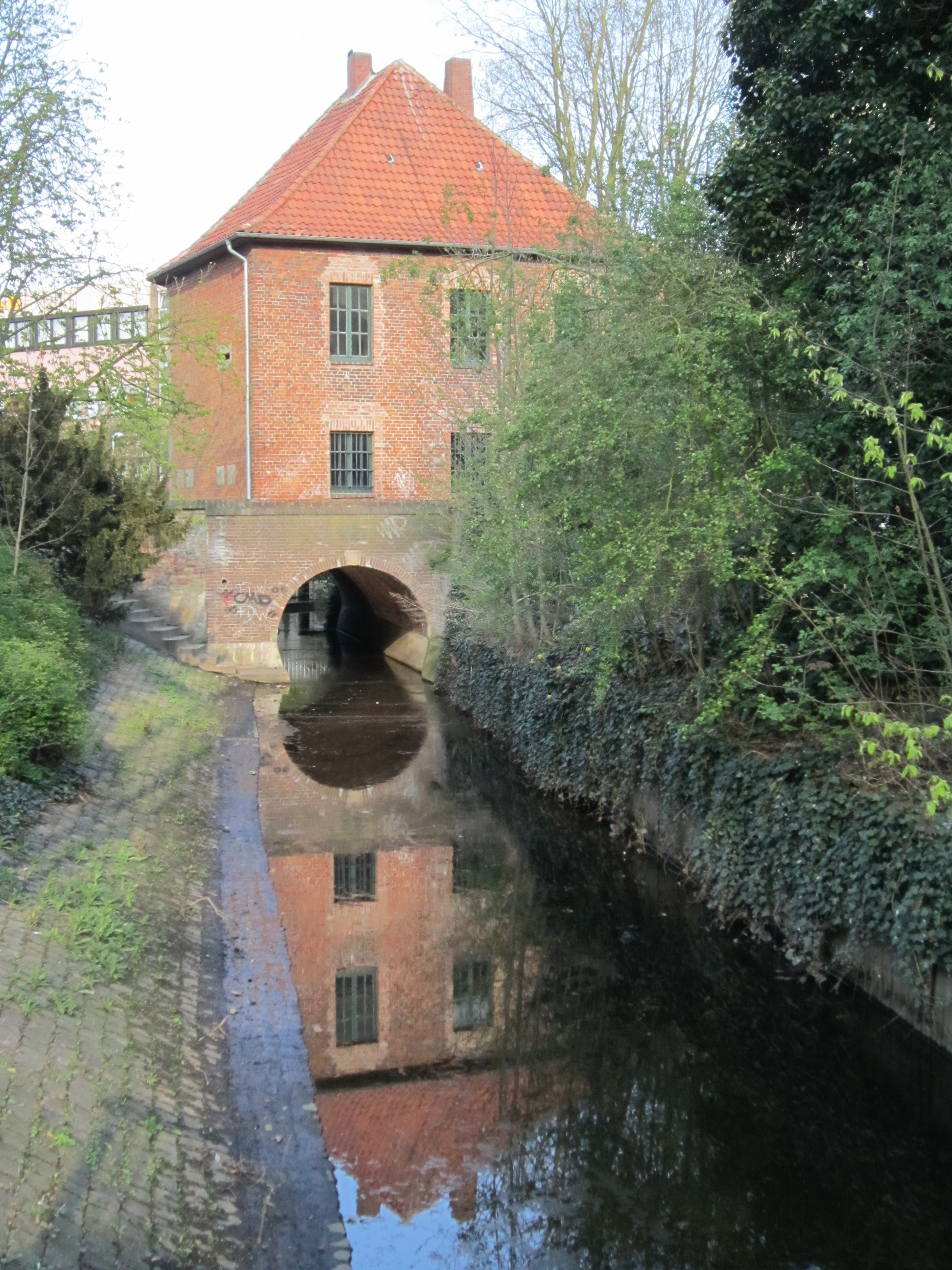
カポニーア

### フェヒタの監獄
フェヒタには、1100年頃に城の地下牢から始まる約900年にわたる牢獄の伝統がある。カポニーアは要塞で牢獄として使われていた。この街がオルデンブルク公領に編入されると、新しい君主は監獄をフェヒタに移した。
1816年からツォイクハウス（武器庫）は女性の強制労働者収容所として使われていた。同じ頃、1812年から空き家となっていたフランシスコ会修道院が牢獄に転用された。1863年に「女子牢獄」（現在の住所ではツィタデレ2番地）が設けられた。1904年にヴィルロー通りの建築複合体の最後の工事が行われた。この施設は1933年まで、男子刑務所、女子刑務所、少年刑務所、少女刑務所、作業所として利用された。
ナチ時代のオルデンブルク州の州議会副議長は、1933年3月23日に、ダッハウ強制収容所をモデルとした強制収容所をオルデンブルク州に建設することを発表した。オルデンブルク州では「保護拘禁囚」を一般の拘禁刑受刑者と分けて、バーンホーフ通り（現在のツィタデレ2番地）の女子牢獄の空いている建物に移すことにした。1933年7月10日に最初の保護拘禁囚がこの建物に移された。1933年11月に収容者数は113人の最高値に達した。ここにはオルデンブルク州の共産主義者たちが収監された。収監責任者のフリードリヒ・フィッシャーが正しい行いをしたため、この強制収容所が「恐怖の収容所」と化すことはなかった。やがてオルデンブルク州内の政治状況が安定化し、特別な強制収容所が必要なくなったことから、1934年春にこの収容所の閉鎖が計画された。1935年4月1日からバーンホーフ通りのこの建物は一般刑務所として利用された。
ツィタデレ2番地の建物は、ナチ時代はその後もフランス人やベルギー人女性の労働収容所として、第二次世界大戦後は1956年まで女子刑務所として、その後は少年刑務所および少年拘置所として、さらに2009年から再び女子刑務所として使われている。第二次世界大戦後、ツォイクハウスには若年の既決囚が収容された。1950年代にツォイクハウス近くの公園風の土地にいくつかの建物が新たに設けられ、少年刑務所が閉鎖されるまで「ファルケロット少年収容所」と呼ばれていた。現在はツィタデレ17番地が「女子刑務所のファルケロット開放型施設」として運用されている。

### 市町村合併
- 1933年　オイテがフェヒタに合併した[22]。
- 1974年3月1日　ラングフェルデンが合併した[23]。

## 住民

フェヒタの人口推移

### 人口推移
フェヒタの人口は1890年から増加している。第二次世界大戦後には難民や追放された人々によって、1939年の8,095人から1950年には13,097人にまで増加した。また、東西国境の開放により、東ドイツや東ヨーロッパから移住する人で1990年の23,200人から2007年には31,156人に増加した。この増加は、それまで共産圏に住んでいた人々が西ドイツで新しい生活を始めるチャンスを得た「マグネット効果」の結果である。フェヒタのように、同じ地理的な背景を持つ人々が既に住んでいる市町村は特に魅力があった。人口推移がプラスになっているのは、フェヒタで（より良い）仕事を見つけた国内外の人々や、難民および保護申請者やその資格を持つ人々によるものである。
長期的に見てフェヒタの人口減少が例外的である（つまり減少していない）のは、（ニーダーザクセンやドイツ全体に比して）比較的高い出生率で一貫しているためである。

### 宗教

#### 宗教統計

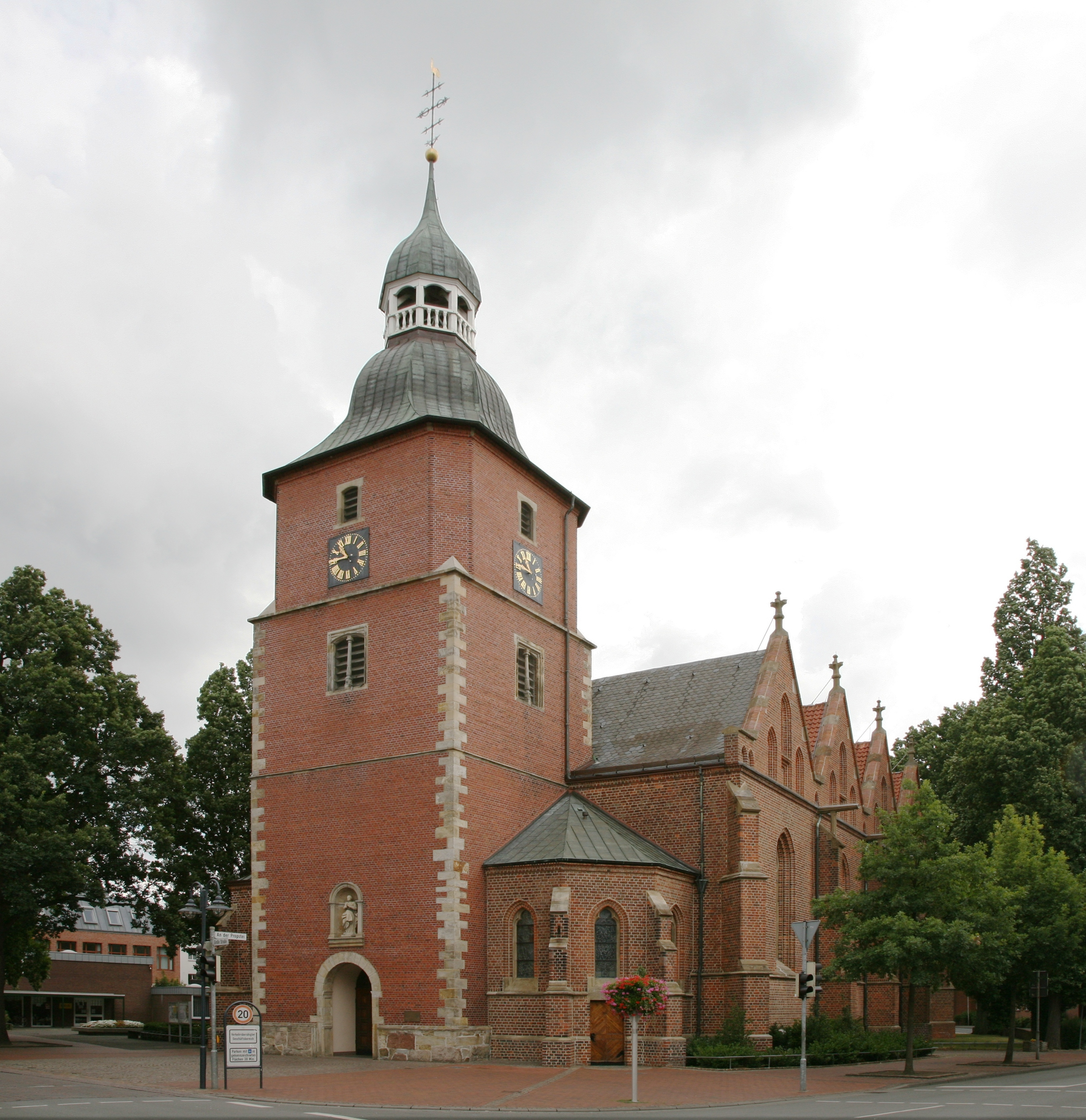
首席司祭座教会聖ゲオルク教会

2011年の住民調査によれば、人口の 57.7 % がカトリック、20.3 % が福音主義を信仰しており、22.0 % がその他の宗教を信仰するかまたは無宗教であった。これ以後カトリックやプロテスタントの信者は減少している。2016年末時点では、カトリック 54 %、プロテスタント 20 %、その他の宗教または無宗教が 26 % であった。それが2022年には、カトリック 47.21 %、福音主義 16.94 %、その他の宗教または無宗教が 35.85 %（このうちムスリムが約 8.16 %）にまで減少した。

#### キリスト教
フェヒタ住民の多くがカトリック信者である。フェヒタ市内には、首席司祭座教会聖ゲオルク教会、カトリックの聖ヨーゼフ教会（1818年以降はプロテスタントとの共同教会で、女子刑務所の施設教会として利用されていた）、マリア・フリーデン教会、オイテの聖マリエン教会、ラングフェルデンの教区教会である聖ラウレンティウス教会がある。2014年からは大学キャンパスの近くに、カトリックおよび福音主義の学生のためのエキュメニズム教会としてキルヒェ・アム・キャンパスが設けられた。首席司祭座教会聖ゲオルク教会は、カトリックの聖マリア被昇天教会区に属し、司教区のオルデンブルク裁判所管区本部が置かれている。

#### その他の宗教
フェヒタには3つのモスクがある。ディープホルツァー通りのモスク Fatih Sultan、ロムベルク通りのモスク Sultanahmet Merkez、そして2015年6月9日にグーテンベルク通りに開所した2つのミナレットとドーム屋根を持つ Ahmadiyya Muslim Jamaat の Bait-ul-Qaadir-モスクである。
最初のシナゴーグは1784年に記録されている。1825/26年にユッタ通りにシナゴーグが建設されたが、1938年のユダヤ人排斥運動（「水晶の夜」｝で破壊された。フェヒタのユダヤ人コミュニティは1837年が最大で、58人のユダヤ人がいた。フィスベーカー・ダムのユダヤ人墓地には26基の墓石がある。ここには100年以上にわたって亡くなったユダヤ人が埋葬された。

## 行政

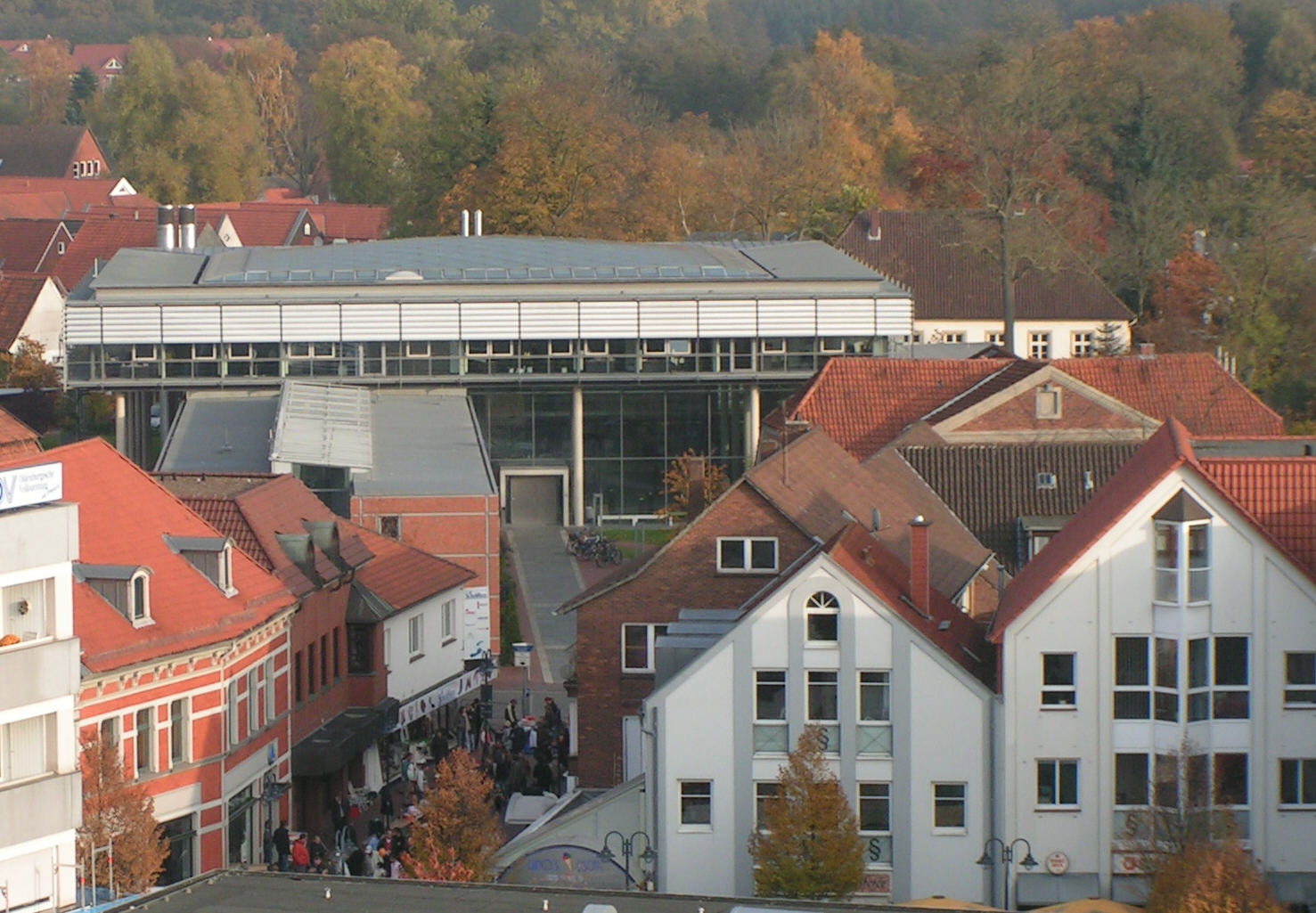
フェヒタ市庁舎

### 議会
フェヒタ市議会は32議席からなる。ニーダーザクセン州の市町村議会法によれば、人口30,001人から40,000人の自治体の議員数は通常38議席と規定されている。フェヒタ市議会は、選出される議員数を減らすことができることを利用して、議席数を6減らして32議席とした。32人の議員は、5年ごとの直接選挙で改選される。

### 首長
2019年11月3日の市長選挙で、SPD、FDP、グリューネ・ユーゲント・フェヒタ、選挙グループ Wir für Vechta 推薦の候補者クリスティアン・カーターが 67.5 % の支持票を獲得して、CDU 推薦の無所属候補ヘリベルト・メールマン（得票率 32.5 %）に勝利した。これによりカーターは、2011年の選挙で選出されたヘルムート・ゲルスの後任となった。
第二次世界大戦後の市長を列記する:
- 1945年4月19日 - 1945年11月22日: ゲオルク・ゲルハルディ
- 1945年11月22日 - 1948年12月16日: アントン・クロンメ
- 1948年12月16日 - 1953年12月7日: クレメンス・マットラーゲ
- 1953年12月7日 - 1986年10月5日: ゲオルウ・メラー
- 1986年11月7日 - 2005年1月31日: ベルナルト・キューリング
- 2005年2月1日 - 2011年10月31日: ウーヴェ・バルテルス (SPD)
- 2011年11月1日 - 2019年11月3日: ヘルムート・ゲルス (CDU)

### 紋章
紋章は赤地で、2つの出窓、青い屋根、金色の落とし格子を持ち、先端に金珠を戴く白い塔。その中に髭を生やした男性の頭部が自然な色合いで描かれている。

### 旗
旗の配色は、白 - 赤である。

### 姉妹都市
フェヒタ市は以下の都市と姉妹都市関係にある。
- ヤースベレーニ（ハンガリー語版、英語版）（ハンガリー、ヤース・ナジクン・ソルノク県）
- サン＝ポル＝ド＝レオン（フランス、フィニステール県）
- ル・セリエ（フランス語版、英語版）（フランス、ロワール＝アトランティック県）

## 文化と見所

### 演劇
フェヒタは、1952年に設立されヴィルヘルムスハーフェンを拠点とするニーダーザクセン州立北劇団の恒常的な公演地である。コルピング通りのメトロポール劇場で1年に10公演ほどを行っている。メトロポール劇場は272席である。

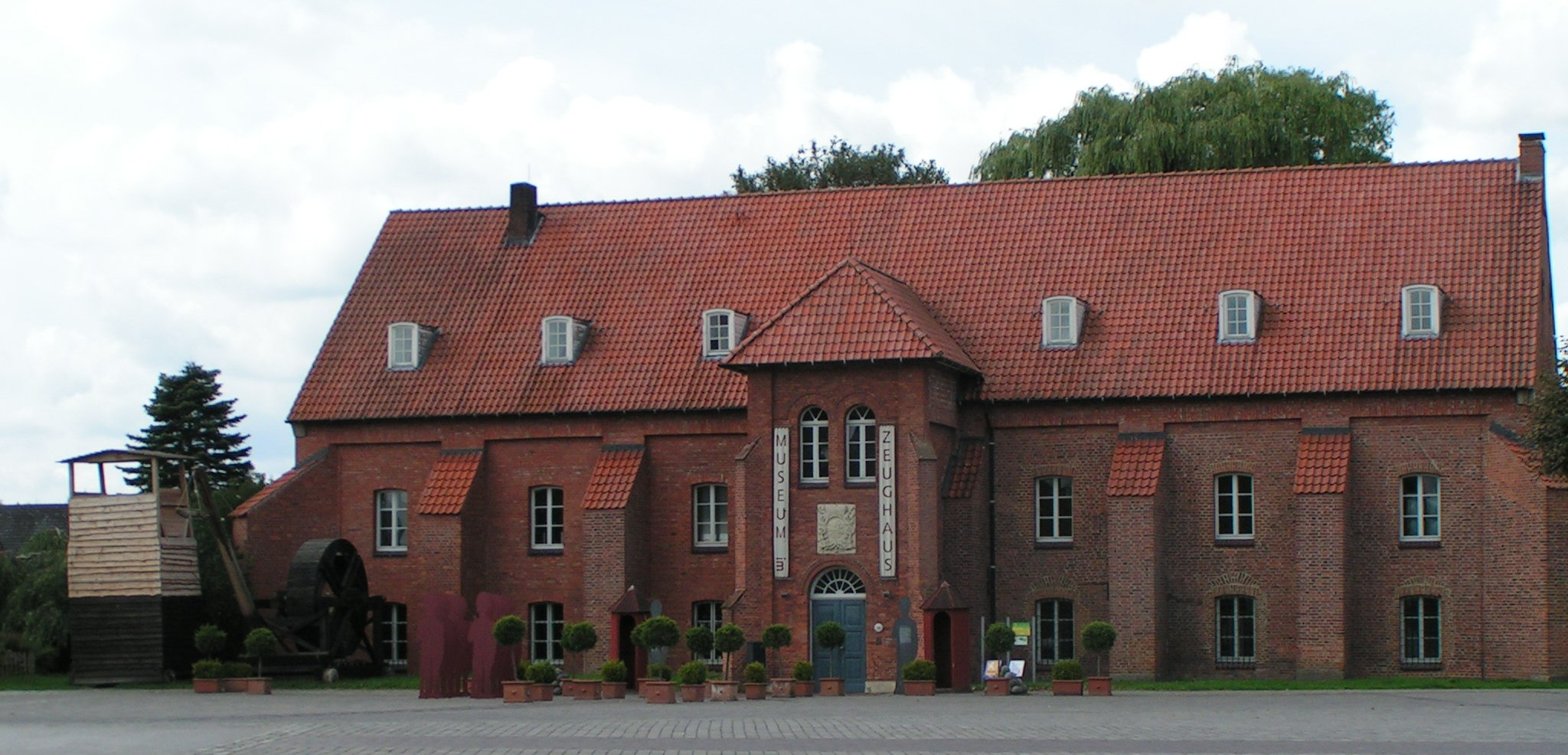
ツォイクハウス博物館

### 博物館
ツォイクハウス博物館 (Museum im Zeughaus) は、ツィタデレの敷地にある旧ツォイクハウス（武器庫）に入居している。この博物館は4年の工期を要する改修の後、1997年4月25日に歴史博物館として開館した。常設展示は、1000 m2 を超えるスペースに石器時代、中世、バロックの歴史や牢獄、街の歴史を展示している。
またオイテ市区にはオイテ郷土協会の郷土資料室がある。

### 躓きの石
2009年、2010年、2011年に、ブロッホ家、ゲルソン家、マルクス家の人々のためにフェヒタの4箇所に合計21基の「躓きの石」が設置された。これらはグンター・デムニヒの同名のプロジェクトの一環として設けられた。国家社会主義者の犠牲になったフェヒタ住民を悼むものである。

### 記念の場
2024年9月1日、アンドレアスヴェルクは、行政センターの近くに「人間の尊厳のための記念の場 (Gedenkstätte für die Menschenwürde)」を開設した。ここは、ナチ時代に病者殺害の犠牲となったフェヒタ郡の障害者88人を追悼する場所である。犠牲者の名前は、追悼の場の敷地内に建てられた柱に記されている。この記念の場は、アクティオーン・メンシュから20万ユーロの支援を受けている。

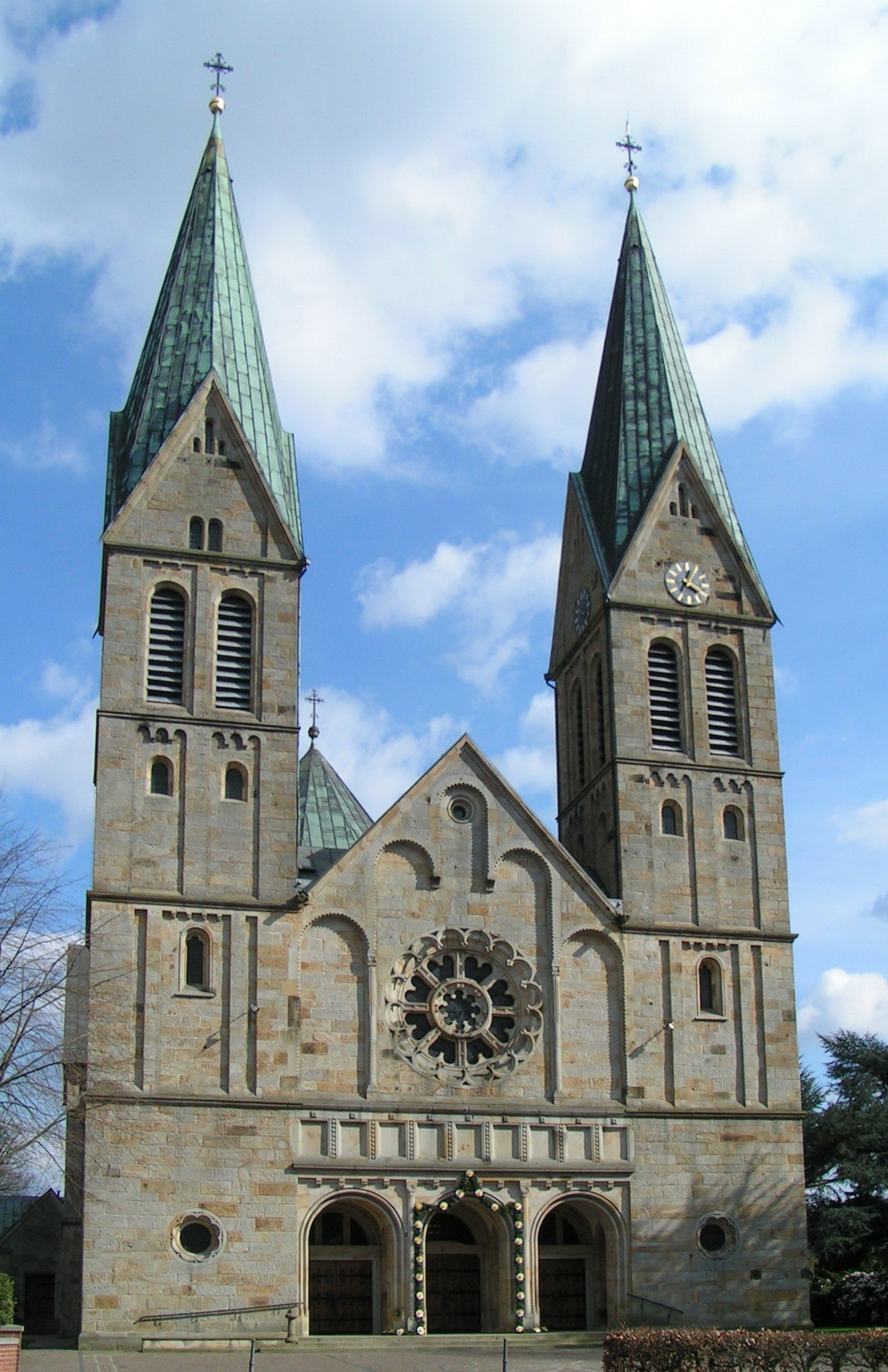
聖ラウレンティウス教会

### 建築物と見所
フェヒタの内市街にある首席司祭座教会の聖ゲオルク教会は、後期ゴシック様式レンガ造りで、三廊式ヴェストファーレン式ハレンキルヒェの典型例である。その豊かな装飾から、当初はこの地域で最も壮麗な教会の1つであった。歴史とともにこの教会は何度も破壊と略奪を受けた。現在の教会の姿は、18世紀に造られたものである。2003年から2007年まで4つの工期に分けて徹底的な修復工事が行われた。
フェヒタのフランツィスカナー広場に建つ聖ヨーゼフ修道院教会は、1727年から1731年にフランシスコ会によって建設された。修道院は1812年に廃止され、牢獄として使われた。修道院教会は、1818年からシムルタネウム（訳注: 異なる宗派が共同で利用する教会）および女子刑務所の施設教会として利用された。この教会は、その優れた音響のため、コンサート会場として人気が高い。ヴェルパー通り沿いの森の墓地にある大きな礼拝堂である復活教会は、専ら福音主義教会が利用している（2週間に1度教区の礼拝も行われている）。
フェヒタのラングフェルデン市区にはカトリックの教区教会聖ラウレンティウス教会がある。この教会は、ネオロマネスク様式のバシリカである。高さ 36 m の1対の塔、破風の大きなバラ窓、3つの入口のアーチを持つ西のファサードはカテドラル風の外観である。この教会は、1910年から1912年にルートヴィヒ・ベッカーの設計に基づいて建設された。
カポニーアは、モールバッハ川の上にある五角形の要塞建築で、1705年にフェヒタの旧ツィタデレの外櫓および牢獄として建設された。フェヒタの象徴的建造物とされている。ツォイクハウスとともに、1769年に破壊されたツィタデレの現存する数少ない遺構である。レンガ造りのこの建物は、フェヒタ内市街のグローセ通り、バーンホーフ通り、コルピング通り、ノイアー・マルクトの4本の大通りに囲まれており、定期的に芸術展覧会に利用されている。
フェヒタのオイローパ広場は、フェヒタ内市街の長さ約 1 km の中心的ショッピング街であるグローセ通りの中心に直接面している広場である。オイローパ広場には、シュタットブルネン（市の泉）、障害馬術で活躍した馬「ヴァーヴィック・レックス」のブロンズ像、「道路清掃員マルティン」の像がある。シュタットブルネンは1974年にはすでに造られており、2011年に完全な改修が行われた。この泉のモデルは、フェヒタの街の歴史にとって重要な、このあたりの地下を東から西に流れるモールバッハ川である。シュタットブルネンは、低い段が何層も重なった円錐形の頂上から噴出し、模式的な小川を流れ、カポニーアの前でいくつかの滝状になってモールバッハ川に流れ落ちる。ミュンヘンの芸術家ハインリヒ・ファルターマイアーが制作した障害馬術の馬「ヴァーヴィック・レックス」のブロンズ像は、1981年からオイローパ広場にある。この有名な馬の像は、「馬術の街」フェヒタがドイツの馬の繁殖と馬術競技の中心地であることを想起させる。フェヒタに住んだ障害馬術の騎手アルヴィン・ショッケメーレは、この卓越した馬「ヴァーヴィック・レックス」に騎乗し、1976年モントリオール・オリンピックで個人金メダルを獲得した。この広場には、芸術家カール＝ヨーゼフ・ディールケスが制作した「道路清掃員マルティン」の石造もある。この像は、1959年から1984年に亡くなるまでフェヒタ市の道路清掃員を務め、清掃車と箒で街を保って、多くの人に愛されたフェヒタ出身の人物マルティン・タウベンハイムを表している。
フェヒタ市で最も高い建物は、ラーヴェンスベルガー通りに建つ高さ 88 m のテレビ塔である。

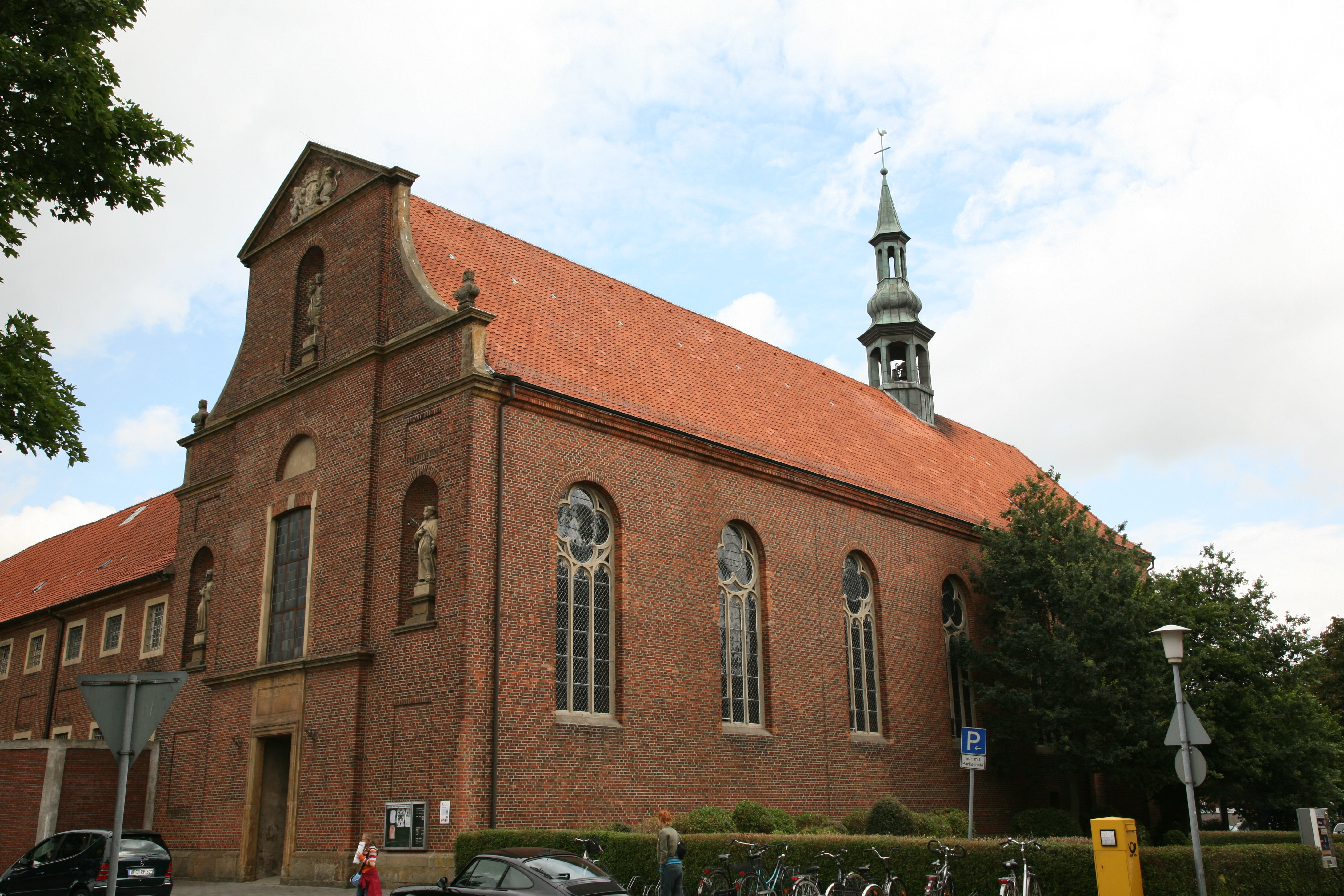
修道院教会
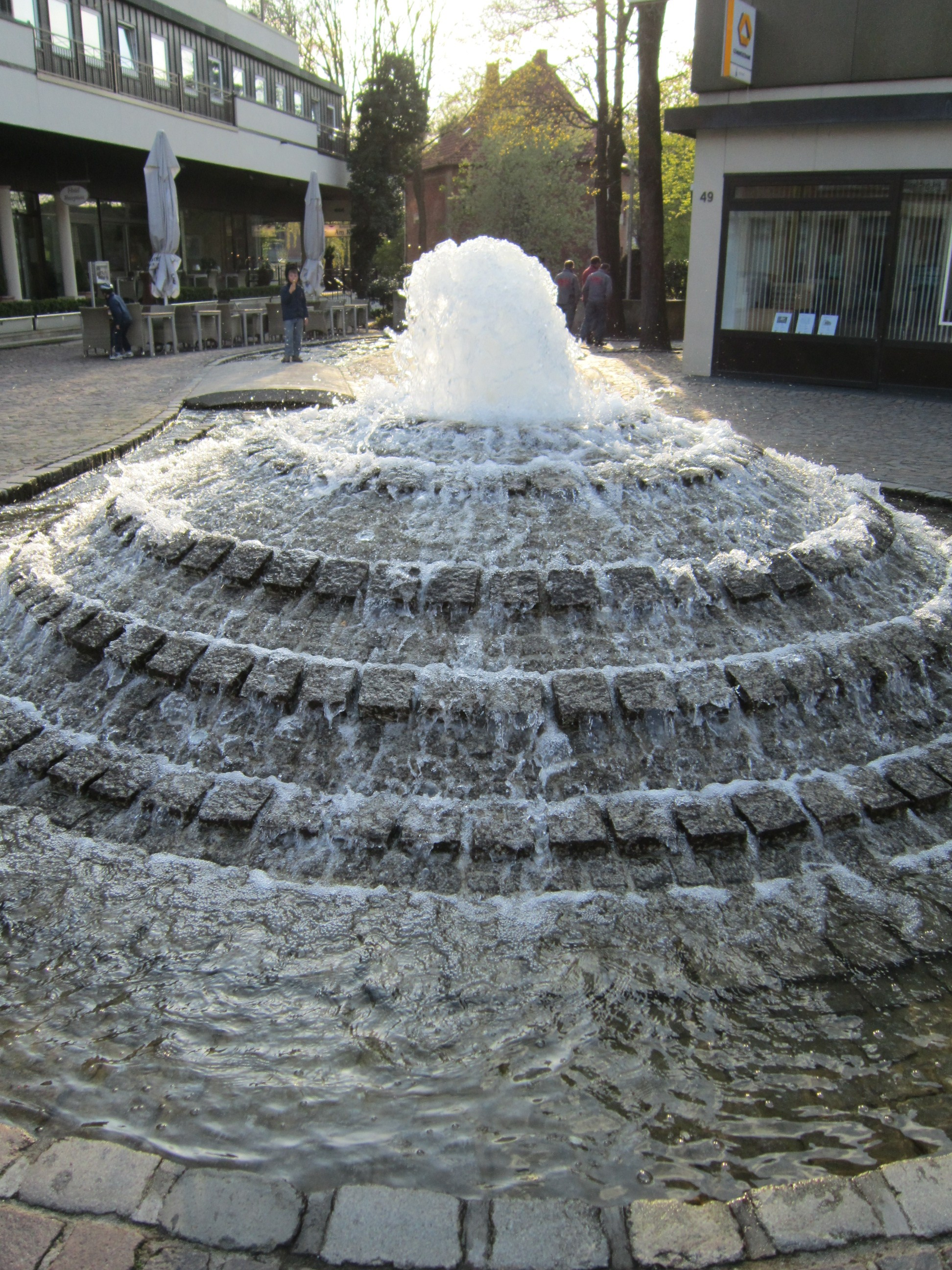
オイローパ広場のシュタットブルネン（市の泉）
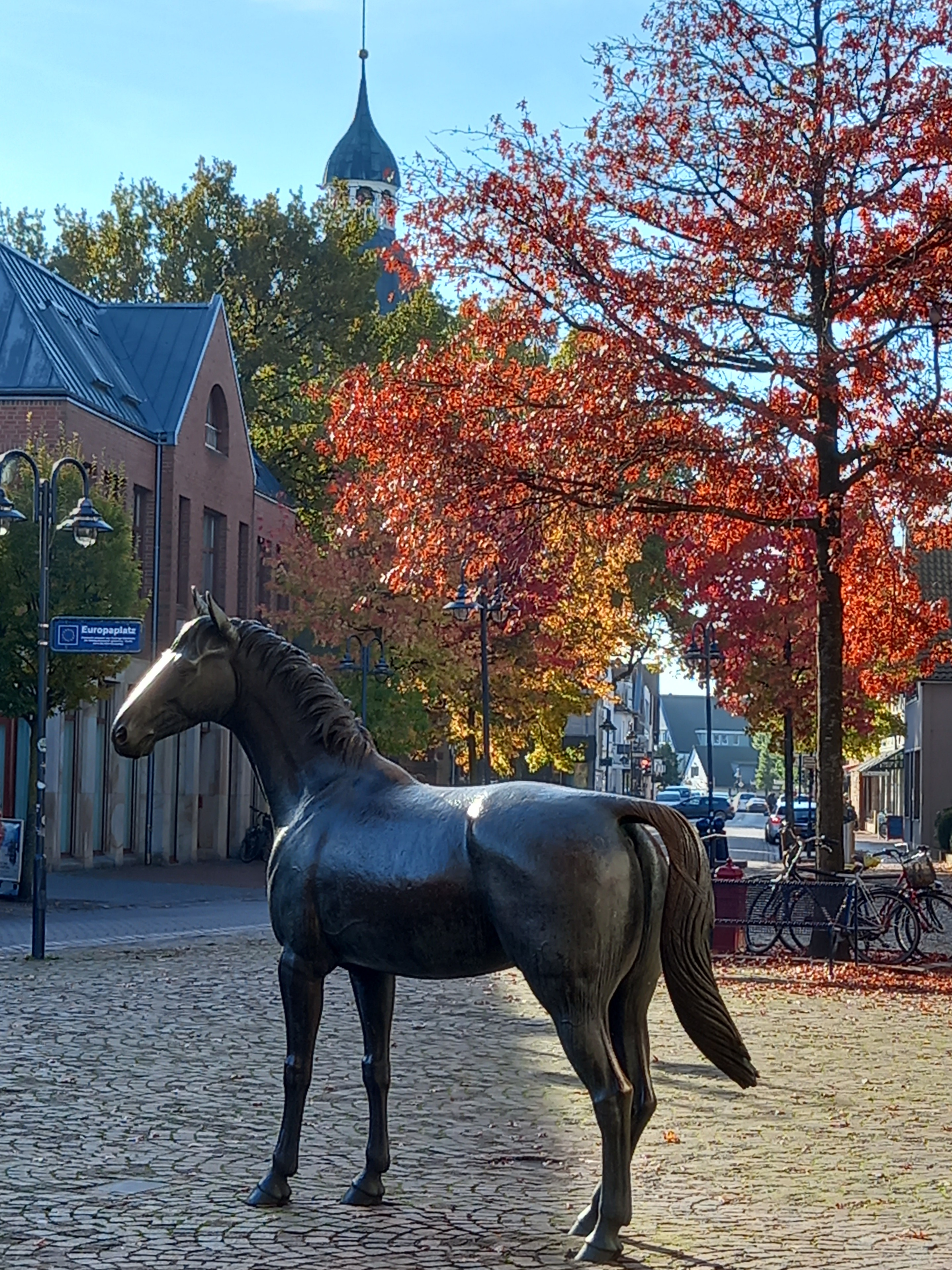
オイローパ広場の「ヴァーヴィック・レックス」像

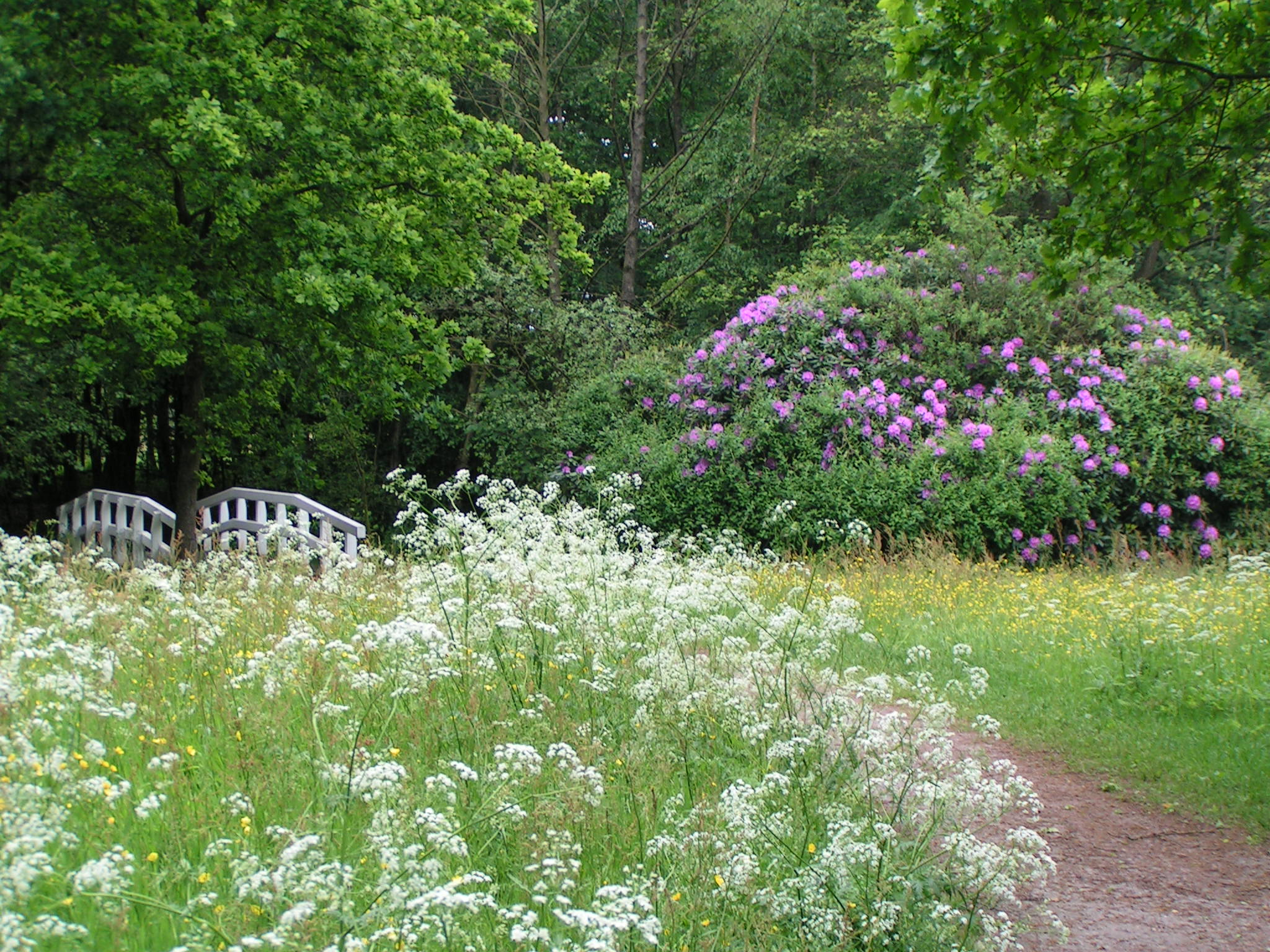
「インメントゥン」

### 公園、森、ムーア
旧市庁舎とミューレン通りとの間にベー＝パルクがある。これらはかつてフェヒタのシュタットディレクター（行政責任者）を務めたヘルマン・ベー（任期: 1954年-1973年）にちなんで命名された。
フェヒタ市中心部のすぐ東は、フュヒテラー・ヴァルトとヴェルパー・ヴァルトからなる森林地域につながっている。この2つの森はフェヒタアー・モールバッハ川で分かれている。フュヒテラー・ヴァルトの前には、「インメントゥン」と呼ばれる自然に親しむように造られた保養公園がある。フュヒテラー・ヴァルト内には、グート・フュヒテルがあり、その縁にコレーク・ザンクト・トーマス（補習高等専門学校）がある。ヴェルパー・ヴァルトにはゴルフ場がある。
森林地域の東側は、フェヒタとディープホルツ郡とを隔てるグローセ・モール（ムーア）に移行する。
ノルトヴェストバーンの軌道のすぐ西からツィタデレンパルクが始まる。路盤の下端から新しい駅の跨線橋まで周回することができる。カトリックの墓地も含めれば、ツィタデレ南西土塁のセイヨウボダイジュの並木道を通る大回りも可能である。ツィタデレンパルクから、結婚したカップルが植樹を行うフェヒタアー・マルシュのホーホツァイツヴァルト（直訳: 結婚の森）へ行くこともできる。この森では銀婚式や金婚式のカップルも植樹を行うことができる。自転車道や遊歩道については、フェヒタから公園風の土地を抜けて西のバクム町内にあるグート・ダーレン方面へ行くことができる。

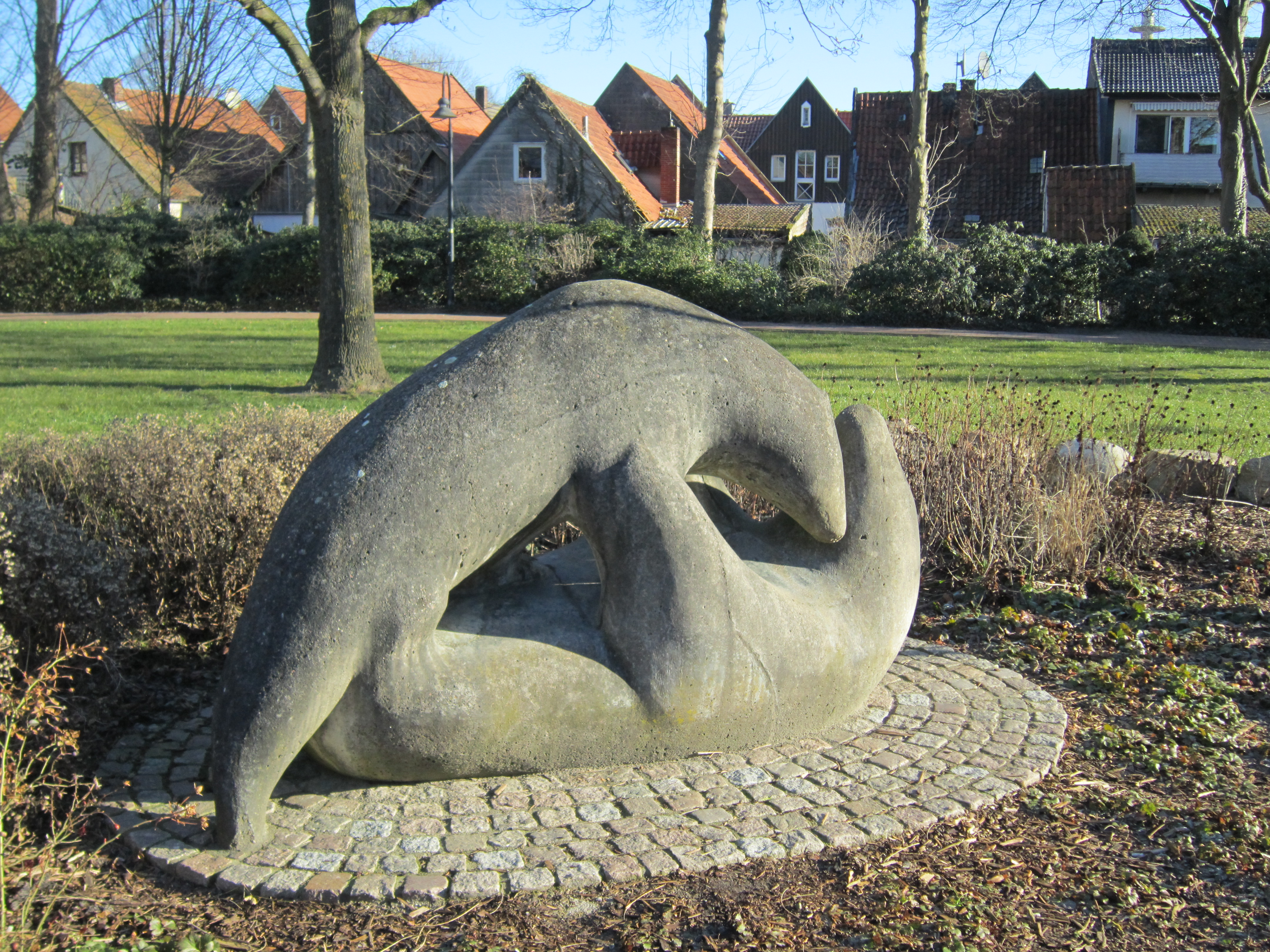
ベー＝パルクの石像「遊ぶクマ」
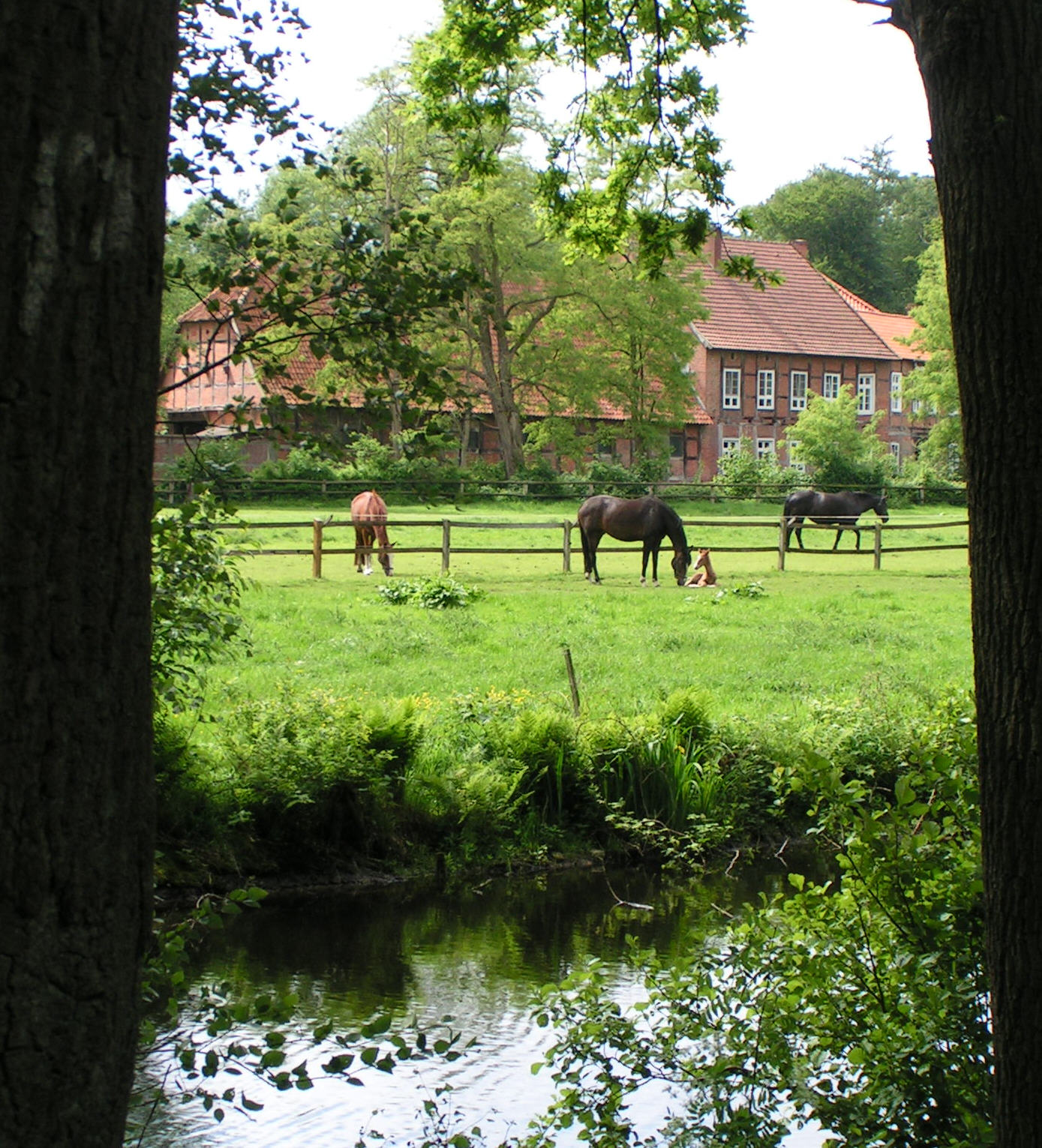
グート・フュヒテル
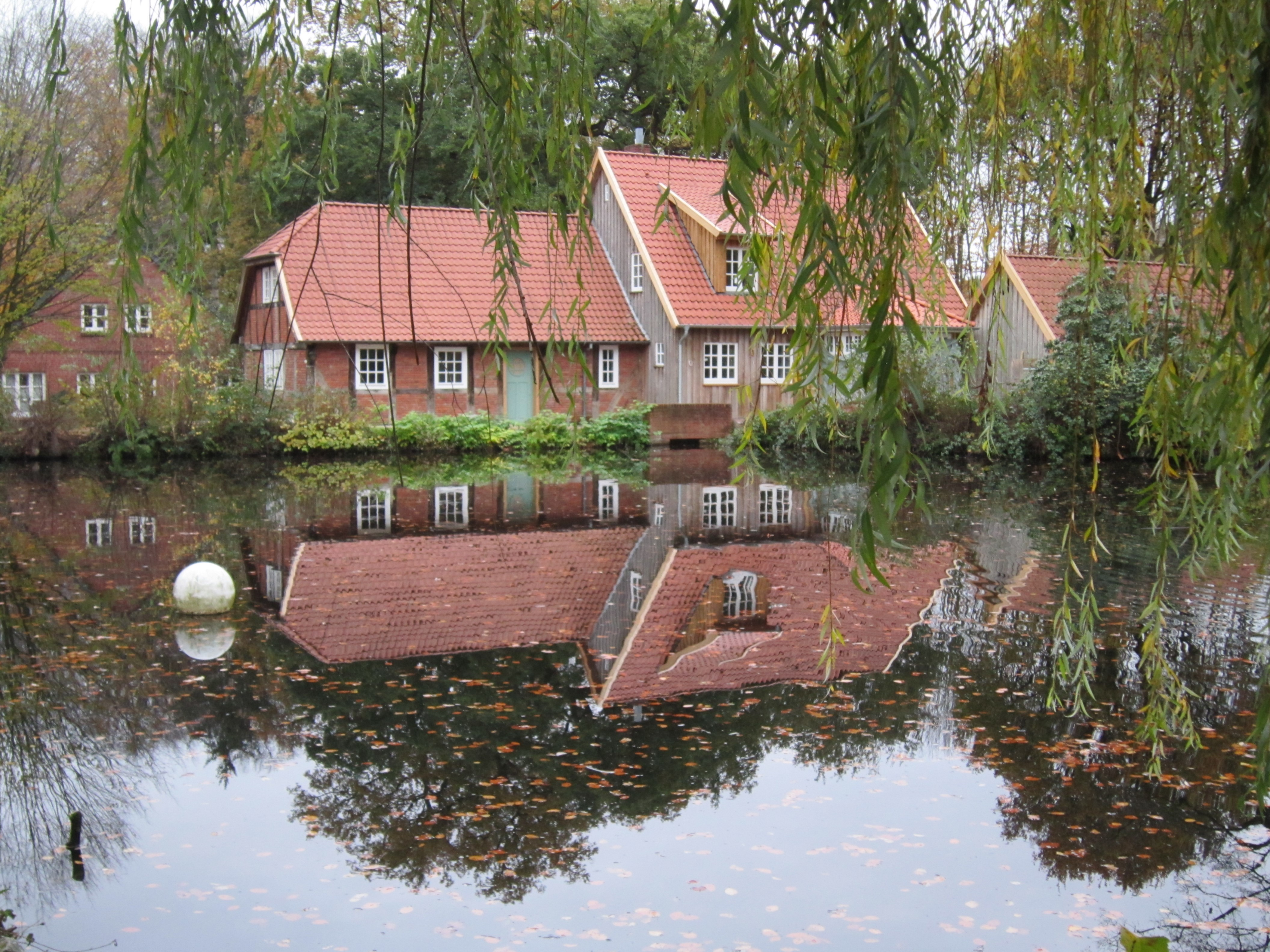
グート・ヴェルペ
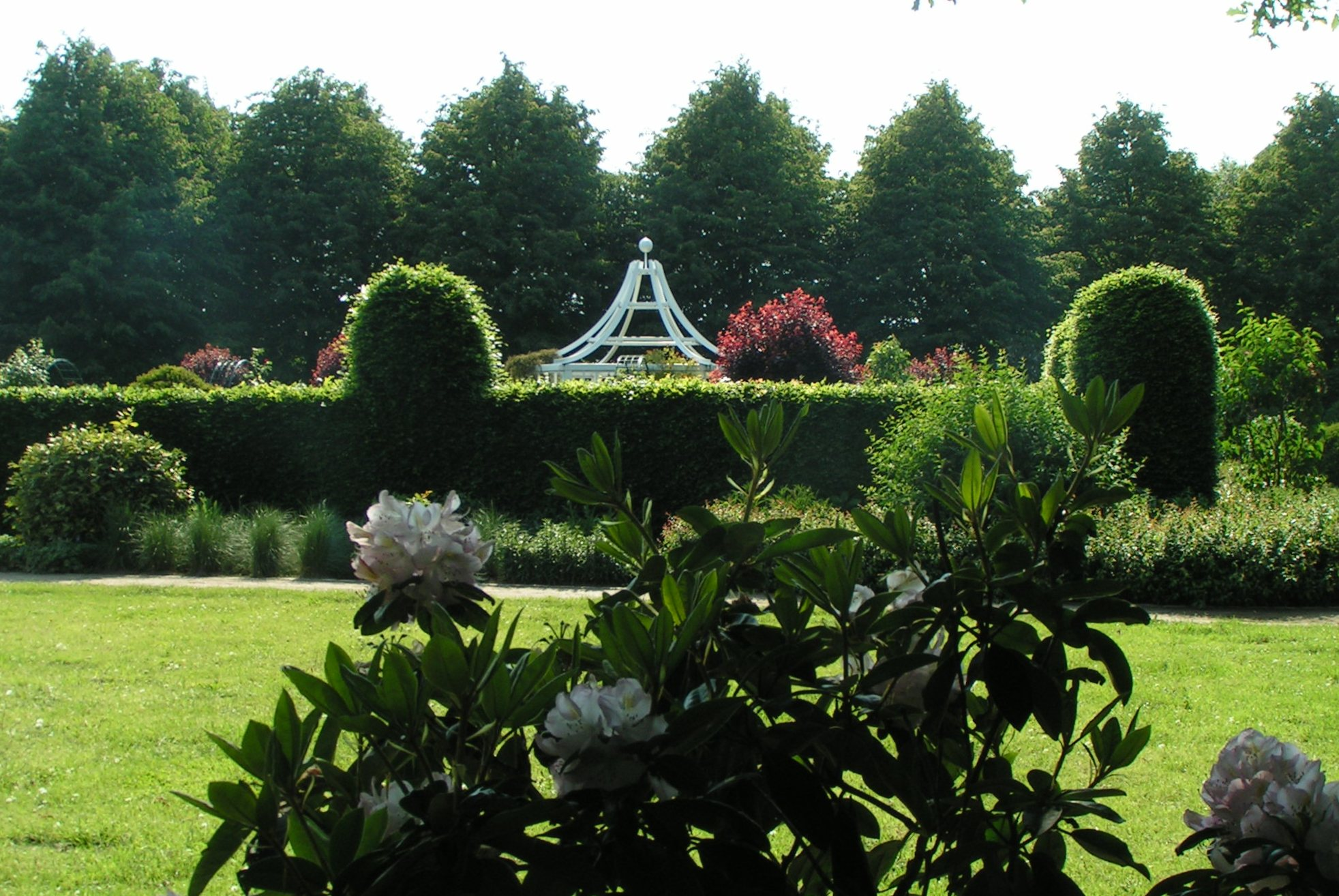
ツィタデレンパルク
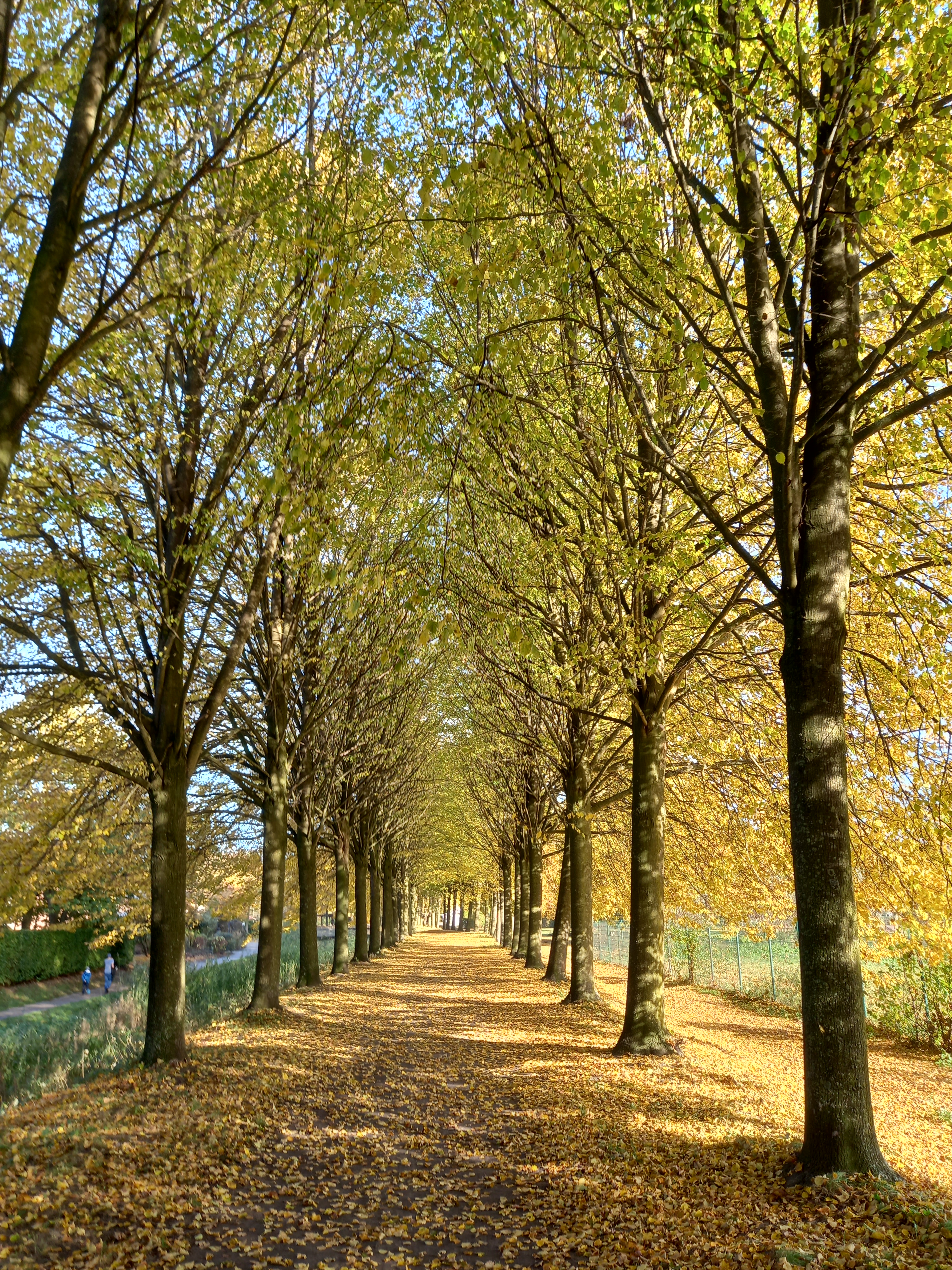
ツィタデレ南西土塁のセイヨウボダイジュの並木道
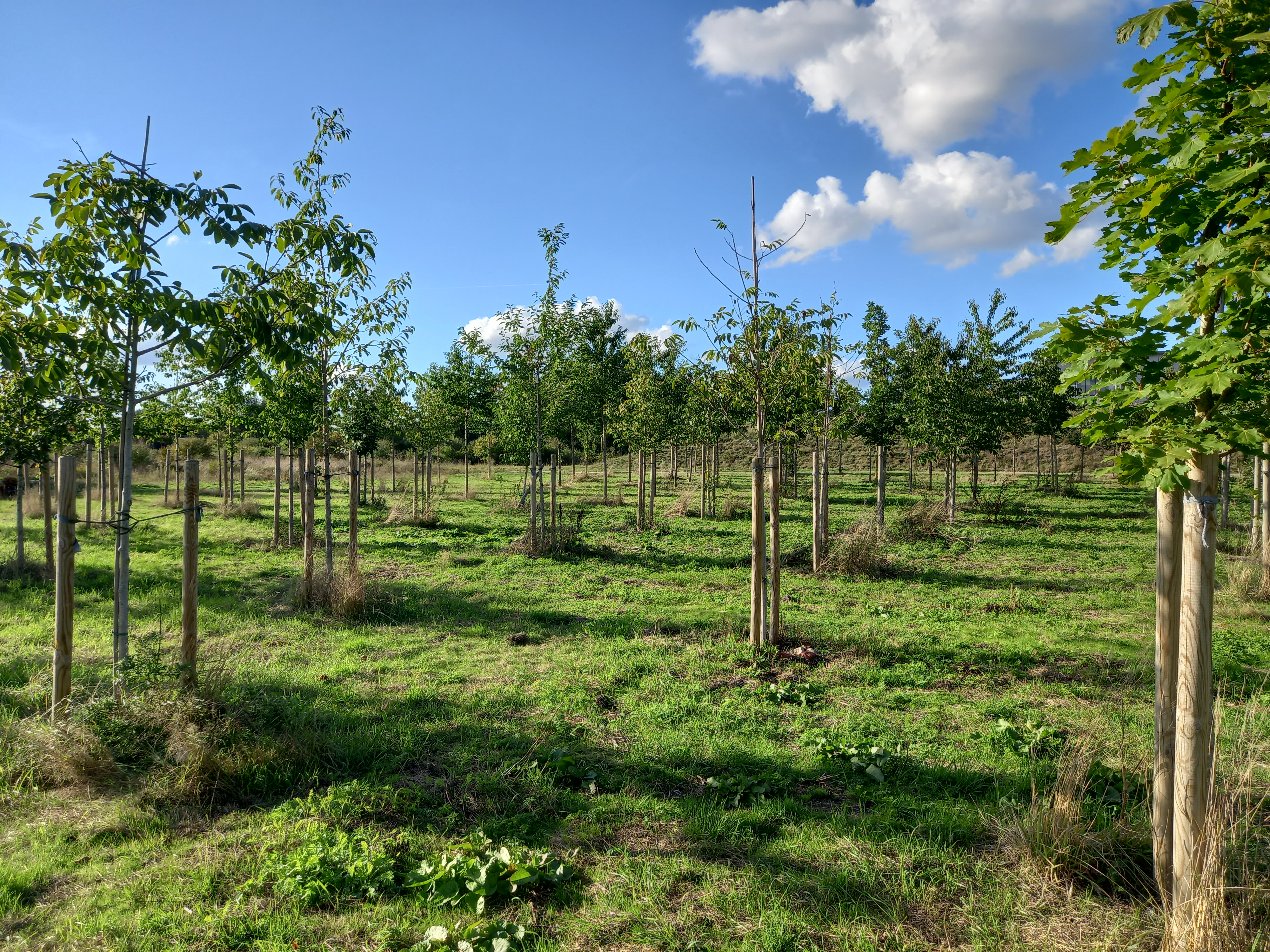
ホーホツァイツヴァルト

### 観光街道
観光街道のボクセンシュトップ＝ルートとニーダーザクセン・ミューレン街道（風車/水車街道）が通っている。また、ヤコプの巡礼路網に属すピッカーヴェークもフェヒタを通っている。ピッカーヴェークはヨーロッパ最古の文化街道の一部をなしていることになる。ブリュッケン自転車道オスナブリュック−ブレーメンの西バリアント区間もフェヒタを通っている。ニーダーザクセン・ミューレン街道のルートに位置づけられたが、2018年2月にラングフェルデンのブンテン・ミューレの解体を阻止することはできなかった。当初はオランダ様式で再建される予定であった。実際にはラングフェルデンのドルフパルクに風車の遺構が遺されている。

### スポーツ

#### スポーツクラブ
フェヒタの主なスポーツクラブを列記する。
- SCラスタ・フェヒタ（ドイツ語版、英語版）。フェヒタのバスケットボールクラブで、2022年の会員数は678人[46]。このクラブは、卒業後もバスケットボールクラブの活動を行いたいというギムナジウム・アントニアヌム・フェヒタの学生たちによって1979年に設立された。2012/2013年の ProA（ドイツ語版、英語版）では、2013年5月のプレイオフ決勝で、チャンピオンとなった[47]。2013/14年シーズンにバスケットボール・ブンデスリーガに昇格したが、最初のシーズンに最下位となり降格された。その後再びブンデスリーガへの昇格を果たしている。
- SFNフェヒタ。1921年創設。2022年の会員数は1,916人[46]で、フェヒタ最大のスポーツクラブである。
- VfLオイテ。1947年創設。2022年の会員数は1,421人[46]。バレーボール女子第1チームは女子バレーボール・ブンデスリーガ 2部北地区に参加している[48]。
- SV BWラングフェルデン。1927年創設[49]。2022年の会員数は1,052人[46]で、ラングフェルデン最大のスポーツクラブである。
- ヴェーザー＝エムス馬術競技協会。このクラブは、州立馬術訓練センターとフェヒタ事務所を運営している[50]。
- OLRGフェヒタ支部（ドイツ・ライフセービング協会）
- DJKフィヒテル・フェヒタ
- BMX-クラブ・フェヒタ
- ACクライス・フェヒタ

#### スポーツ施設
2012年10月13日、フェヒタに、2000人収容の多目的ホール「ラスタ＝ドーム」が開館した。2012/13年シーズン、ラスタのバスケットボールの試合は、その 90 % が2000人の観客で完売となった。バスケットボール・ブンデスリーガへの昇格後、このホールは3200席に改築され、これ以後ホームゲームでの稼働率は 100 % である。最初のスポーツ以外のイベントは、2012年11月22日に開催された北ドイツ経済学会であった。
VfLオイテ、SFNフェヒタ、SV BWロングフェルデンといったクラブは、自前のサッカーグラウンドを有しており、他のスポーツ種目のための体育館やフィールド（たとえば学校のグラウンド）を有している。フェヒタ大学には自前のスポーツ施設があり、一部は学校やクラブと共用している。フェヒタには4つのスイミングプールがある。フェヒタ屋内・屋外プール、ゲシュヴィスター＝ショル＝オーバーシューレ前の屋内プール、ラングフェルデンの屋内プールは、フェヒタ市が運営している。ギムナジウム・アントニアヌムの屋内プールはフェヒタ郡が運営している。市の南部、ヴェルパー・ヴァルト内にフェヒタ＝ヴェルペ・ゴルフクラブの18ホールのゴルフ場がある。
ライターヴァルトシュターディオンでは、ACクライス・フェヒタによるナイターオートレース「フルートリヒトレネン」が開催されている。

### 年中行事
- キリスト昇天祭のパレード
- ハーゲン射撃祭: 毎年聖霊降臨祭に開催されるハーゲン聖フーベルトゥス射撃協会の射撃祭は、この街の各地区で行われる射撃祭の幕開けとなるものである。
- ラントパーティー「StadtgARTen」（訳注: ドイツ語: Garten=「庭園」と英語: art=「芸術」の掛詞となっている）は、毎年5月末または6月初めにツィタデレのツォイクハウス博物館前の広場で開催されていた。その後会場は堀沿いのツィタデレ要塞の前に移された。
- トネモール廃棄物経済センターの夏祭り（6月初め）
- フェヒタ市民射撃協会の射撃祭: 毎年6月に3日間にわたって開催される。土曜日の夜8時頃にオイローパ広場で、このクラブの千人以上の射撃手から新たな射撃王が決定される。
- シュトッペルマルクト射撃祭: シュトッペルマルクト射撃協会によって組織される。
- 女子刑務所中庭での公開オペラ上演: 7月の2日間。
- シュトッペルマルクト: フェヒタでは毎年8月15日頃に北ドイツ地域では有名なシュトッペルマルクトが開催される。これは1298年に最初記録が遺されている市民祭で、80万人以上の来客がある。
- 国際オートレース: 毎年9月の第1週末または第2週末に、フェヒタ・ライターヴェルトシュターディオンの長さ 535 m の砂のコースで開催されるオートバイレース。ドイツ・ラングバーン世界選手権グランプリのレースである。
- オイテ射撃祭（「イム・キュール」）毎年9月第1週末。
- フェヒタのブルクマネン＝ターク: 9月の最終週末にツィタデレで開催される。
- ダインドルプの「ゾネンホーフ生活・労働共同体 e.V.」の夏祭り。9月第1週末。
- トーマスマルクト: 10月の第4日曜日を含む週末。
- バルバラマルクト: ツォイクハウス博物館前で第1アドヴェントの週末に開催される。
- アドヴェントコンサート: 第1アドヴェント。福音主義教会の金管アンサンブルと教会合唱団、器楽グループ。フェヒタ修道院教会。

## 経済と社会資本
オルデンブルガー・ミュンスターラント地方は、豚や家禽の飼育業者の密度が高いことで知られている。その結果フェヒタには、飼料、厩舎設備、動物用医薬品の企業が存在する。フェヒタでは、泥炭が加工され、粘土が焼かれ、レンガが作られている。市内数カ所で原油の採掘が行われている。合成樹脂製品製造業もフェヒタを立地先としている。フェヒタは郡庁所在地であり、大学都市であり、ギムナジウムが3校あることから、行政・教育分野でも高い需要を満たしている。
フェヒタは、ドイツで最も長い伝統を持つ刑務所所在地の1つである。17世紀半ばには既に、オルデンブルガー・ミュンスターラント最大の刑務所が存在した。フェヒタでは、かつてのフランシスコ修道院にニーダーザクセン中央女子刑務所が入居している。この他フェヒタには1904年に建設された男子刑務所もあり、刑期終了予定時に25歳未満の者が収監されている。さらにツィタデレの敷地内に2つの女子刑務所分所がある。デルメンホルストの開放拘置所と半開放拘置所は、組織上はフェヒタ刑務所の下位に位置づけられている。
オルデンブルガー・ミュンスターラントは、失業率が約 4 % と州内で最も低い地域の1つであり、女性1人あたりの出生数は約1.8から2.0人と州内で最も高い地域の１つであって、さらに比較的均等に富が分配されている躍進した地域であるとみなされている。2010年から2012年にかけて乗り合いバスセンター前の映画センターや聖マリエンホスピタルの新しい地下駐車場が建設された。さらに2015年には第3のビッグプロジェクトであった西バイパス道路も完成した。

### 交通

#### 自動車交通
フェヒタは、3つのインターチェンジ（フェヒタ西/バクムIC、クロッペンブルクIC、フェヒタ北/アールホルン南IC）によって、ブレーメンとオスナブリュックとを結ぶ連邦アウトバーン1号線（A1号線、ハンザ線、E37号線）に直接アクセスすることができ、オルデンブルクとディープホルツとを結ぶ連邦道69号線（B69号線）がバイパス道路として通っている。B69号線はディープホルツで連邦道214号線（ニーンブルク/ハノーファー - ミンデン）に接続する。
フェヒタの主要な交通路はB69号線で、バイパス道路として街を迂回しており、街の「ノルトタンジェンテ」（直訳: 北接道路、州道881号線の一部）として迂回を終了した後、カルフェスラーゲ市区やラングフェルデン市区と内市街やシュナイダークルーク市区とを接続している。シュナイダークルークではA1号線につながるB72号線に連絡する。州道853号線（L853号線）および州道881号線（L881号線）はゴルデンシュテット/ブレーメン方面およびヴィスベーク方面に伸びている。ローネとフェヒタとを結ぶ州道846号線は、ニーダーザクセン州で最も交通量の多い道路である。大都市のオルデンブルク、ブレーメン、オスナブリュックは、いずれも自動車で約65分の距離にある。
20世紀末には内市街の交通量増加に伴い、解決しなければならない2つの問題が生じていた。1つはフェヒタ中心部を通過する交通量が多いこと、もう1つは内市街周縁部で鉄道が自動車や自転車の通行の障害になっていることであった。
最初のゴールは、1998年に始まったバイパス道路を建設してB69号線を移動させ、ヴィスベークとゴルデンシュテットとを結ぶ道路を新しいB69号線に接続することであった。バイパス道路は、2004年に完成した第1工区によりB69号線を市街地の西側に迂回させ、2010年6月に完成した「ノルトタンジェンテ」と呼ばれるL881号線がこれに接続した。この西バイパス道路はディープホルツァー通りからオルデンブルガー通りまで市街地の南 - 西 - 北西を迂回している。オルデンブルガー通り出口からノルトタンジェンテに接続する。ノルトタンジェンテは市街地の北北東を迂回してテルブラーケのオイター・ベルクで後ゴルデンシュテット/ツヴィストリンゲン/ブレーメン方面への出口に至って終端となる（L881号線としてはゴルデンシュテット方面へ延びている）。
2つめのゴールのために、（駅付近のノルトヴェストバーンの遠路を越える歩行者・自転車用跨線橋建設とともに）最重要の内市街道路建設プロジェクト「フェヒタ西交通緩和道路」が2012年2月から2015年7月にかけてフェヒタ＝ファルケンロットに建設された。このプロジェクトは、2つの信号機付き交差点をラウンドアバウトに置き換えることと、その間にある踏切を鉄道デルメンホルスト - ヘゼーペ線の下を通るアンダーパスに置き換えることを含んでいた。このアンダーパスは、計画よりも半年早く、2015年7月11日に開通した。
2011年にフェヒタの交通標識はすべて交換され、新たな交通制御システム「シュタットリング」が導入された。これにより市に進入しようとする交通利用者は、内市街を囲む（標識が整備された）循環道路を利用することになる。将来的には、市行政当局により信号の刷新やラウンドアバウトへの置き換えなどでシュタットリングを最適化する計画がある。

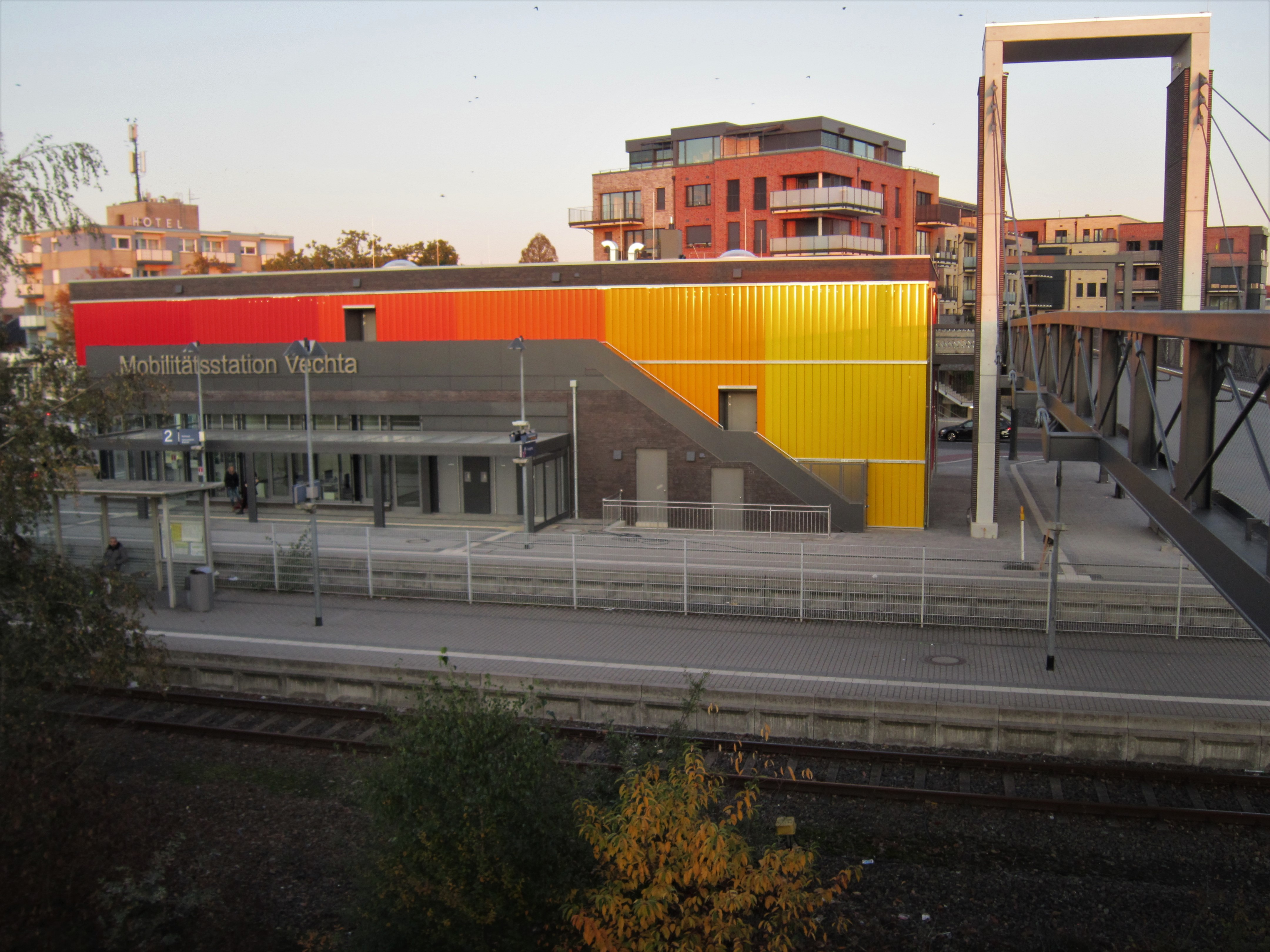
モビリテーツシュタティオンとフェヒタ駅の歩行者・自転車用跨線橋

#### 自転車
Allgemeine Deutsche Fahrrad-Club e. V.（ADFC、直訳: 一般ドイツ自転車クラブ）は、ドイツの多くの都市に対して2年ごとに「自転車環境テスト」を実施している。2022年のフェヒタ市の評価は3.4であった。これは、ドイツの人口2万人から5万人の評価対象都市447都市中30位であった。州内では62都市中3位であった。市中心部へのアクセスの良さ、スムーズな移動が可能であること、若者から老人までサイクリングを楽しめることが評価された。マイナス評価だったのは、駐車違反があまりコントロールされていないこと、レンタサイクルが貧弱であること、公共交通機関に自転車を持ち込む手段の整備が十分でないことであった。同規模の街と比べて自転車道の冬季サービスが高く評価された一方、自転車の盗難が多いことが批判された。
フェヒタの都市計画担当者が願うことの1つが、歩行者や自転車を駅近くの踏切遮断機から解放することを含め、市の住宅中心地における自転車交通と自動車交通との分離を実現することである。これらの目的のために、2018年5月25日に駅のすぐ近くに跨線橋が完成した。
2019年10月にフェヒタ駅横に「モビリテーツシュタティオン」がオープンした。この施設には2階分の駐輪場が設けられている。この建物へはノルトヴェストバーンからも、道路からも、跨線橋からも高低差なく行くことができる。この施設には自転車用品店、作業スペース、二輪用洗車スペースも入居している。

#### 鉄道
ノルトヴェストバーンが鉄道を運行している。列車は、デルメンホルスト - ヘゼーペ線の2つの駅、フェヒタ駅とフェヒタ＝シュトッペルマルクト駅に停車する（ただし、降車はイベント開催時のみ）。列車は1時間間隔で、RB 58 としてオスナブリュックあるいはブレーメンへ運行している。
フェヒタ西工業地区への路線およびラングフェルデンへの路線は、ともに2000年に貨物運行が廃止された後、撤去された。これらの路線は、フェヒタとアールホルンおよびクロッペンブルクとを結んでいた。

#### 公共旅客近郊交通
フェヒタ郡およびフェヒタ市のバス交通は、2007年から、郡のバス会社5社の連合体であるフェヒタ郡交通共同体 (VGV) によって保証されている。VGV の設立以降多くの停留所が改修あるいは新設され、統一的なゾーン料金表が採用された。内市街には多くの小さな停留所とフェヒタ駅間乗り合いバスセンター (ZOB) と中心的な市バス乗り場ブルクシュトラーセ/アルテス・フィナンツアムト停留所が設けられた。
- シュタットブス・フェヒタ - シュタットブス（直訳: 市バス）は2008年2月1日にパイロットプロジェクトとしてスタートした。4本のバス路線（2008年5月までは3本だった）で構成されるこのシステムは、VGVに属すフェヒタのバス会社ヴィルメリングによって運営されている。2012年7月に、市バスが今後も維持され、市から引き続き支援を受けることが決定された。市バスは市内に50箇所以上の停留所がある。
- レギオナルブス・ラントクライス・フェヒタ（直訳: フェヒタ郡地域バス） - VGV は、フェヒタ郡と近隣のクロッペンブルク宮（ドイツ語版、英語版）、オルデンブルク郡（ドイツ語版、英語版）、オスナブリュック郡に約200箇所の停留所を運営している。路線網の多くは、2007年の VGV 設立に伴い公共交通に移行した旧スクールバス路線からなっている。
- Moobil+ - 2013年10月31日から郡域の市町村を結ぶ14台の小型バスが郡全体を運行している。このシステムは、デマンド型交通に対応しており、つまり固定した停留所と電話やインターネットでのみ利用できる停留所がある。

#### 航空

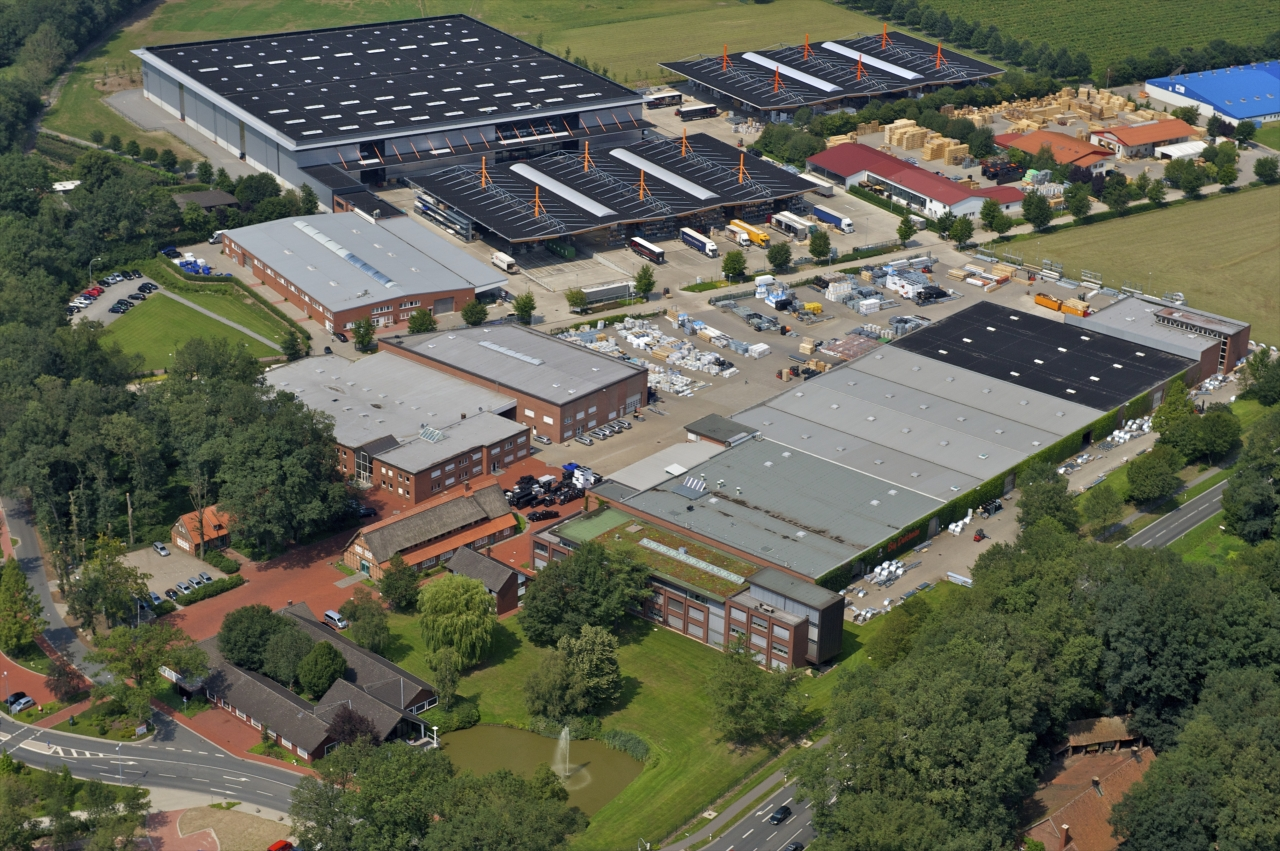
ビッグ・ダッチマン本社工場

最寄りの国際空港は、ブレーメン空港 (70 km) とミュンスター/オスナブリュック空港 (90 km) である。さらにダンメに交通飛行場（小型機用飛行場）がある。

### 地元企業と施設
フェヒタには国際的に活動する大企業の拠点がいくつかある。その煙突がフェヒタで最も高い建物の1つである Olfry レンガ工場の他に、世界最大の厩舎施設業者であるビッグ・ダッチマンもカルフェスラーゲ地区に本社を置いている。建設機械製造業者アトラス、配管製造業者オステンドルフ・クンストストッフェ、合成樹脂リサイクル業者 LKR|RECYCLATE、コンピュータ周辺機器販売業者インテンゾがフェヒタで営業している。さらには動物用医薬品業者のベラ＝ファーマ、バイオガス施設製造業者エンヴィテック・バイオガス、製粉業者ヴォルキング、泥炭業者グラモフローもフェヒタに事業所を有している。
さらにフェヒタには民営のアルテ・オルデンブルク疾病保険の本社もある。

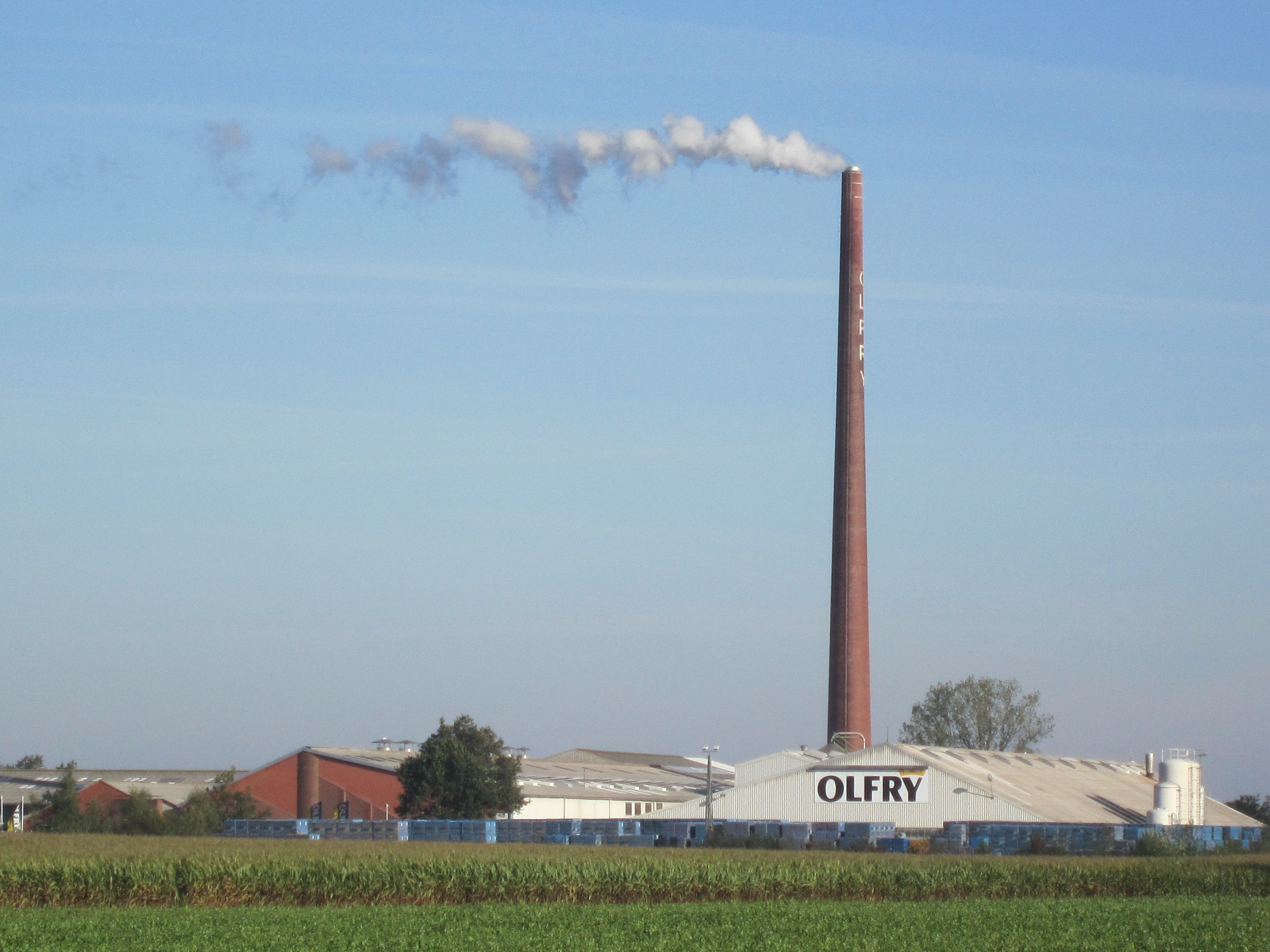
Olfry
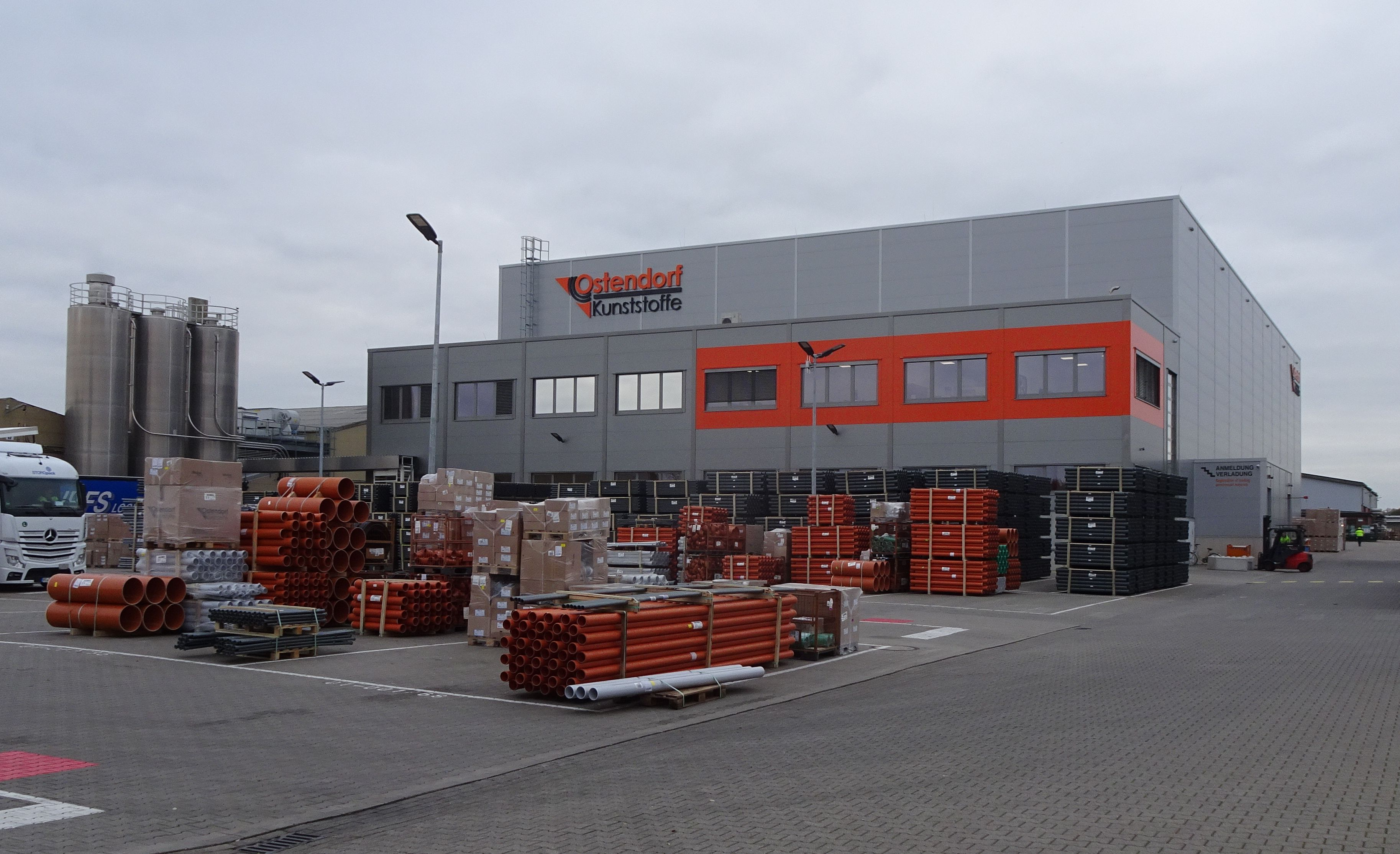
オステンドルフ・クンストストッフェ
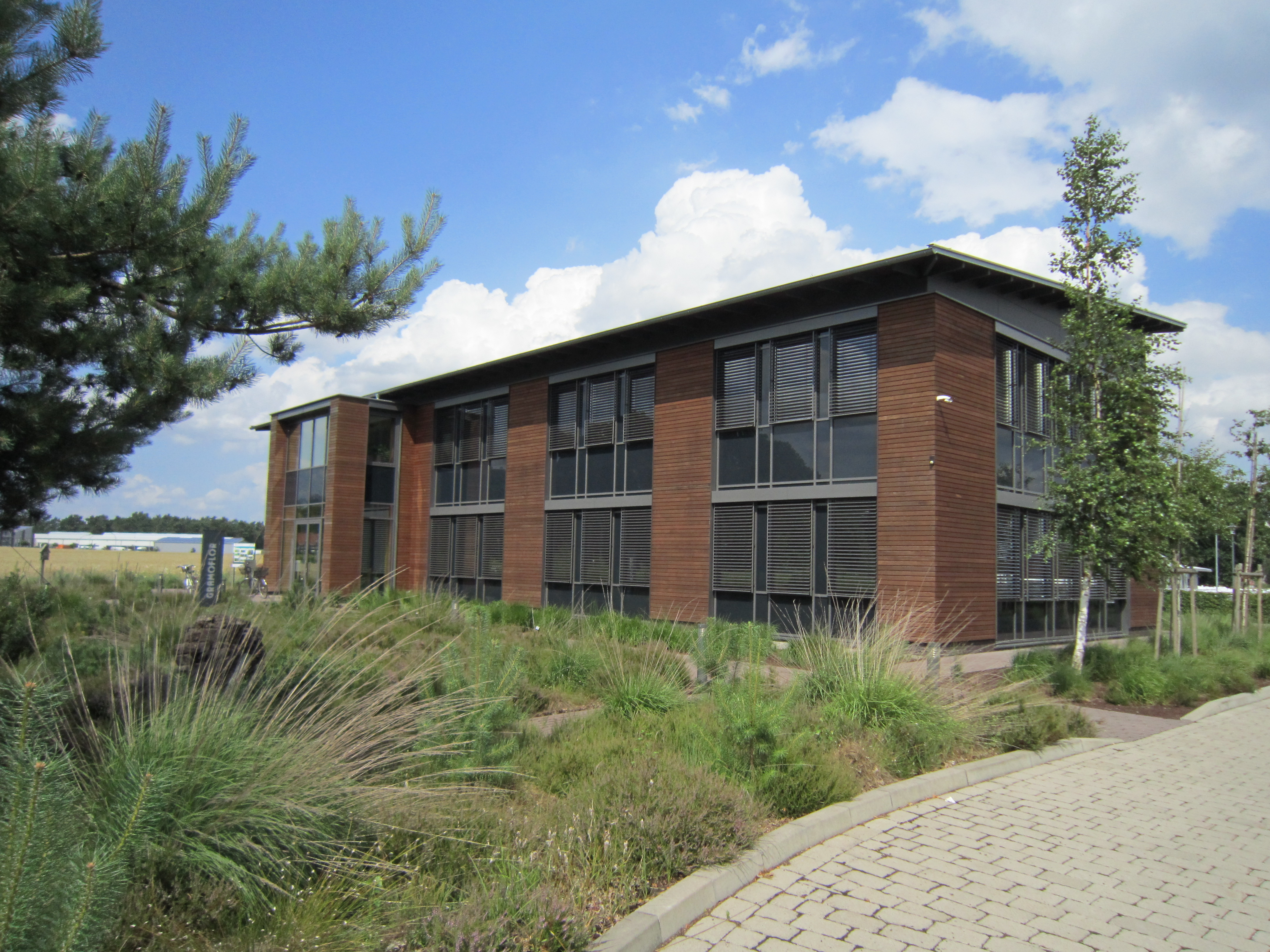
グラモフロー
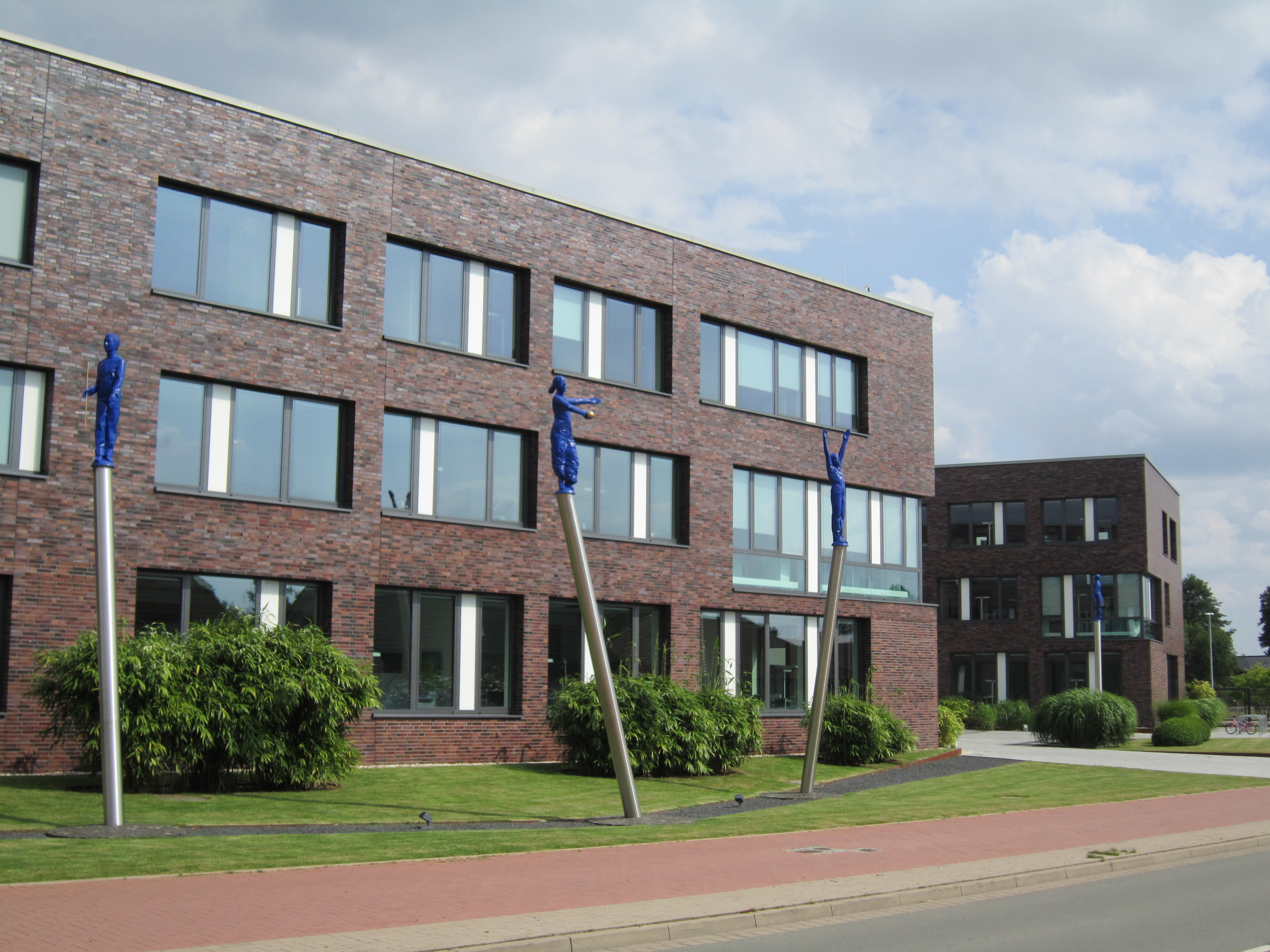
アルテ・オルデンドルフ疾病保険

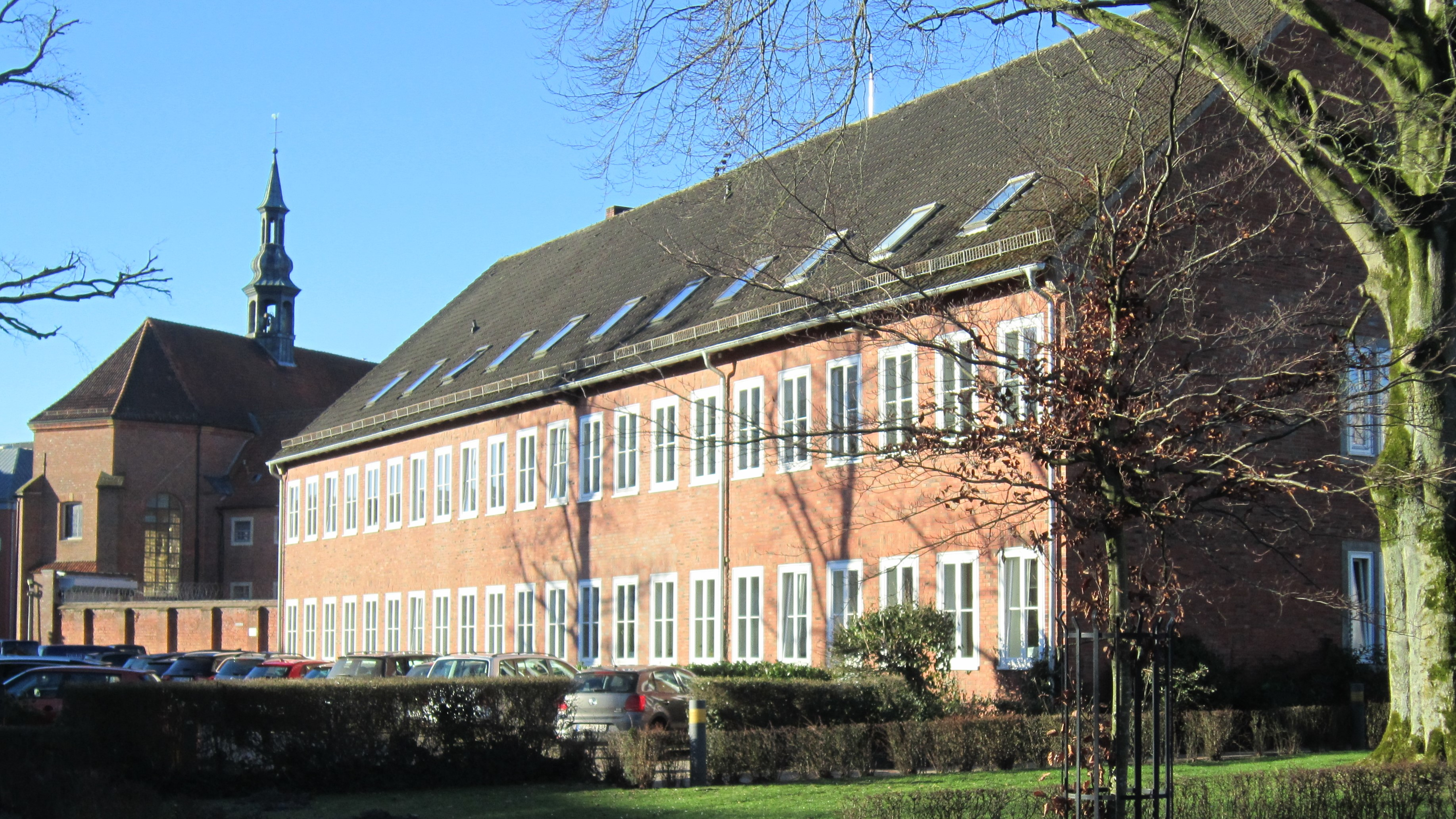
フェヒタ区裁判所

### 公共機関
フェヒタには、行政都市としての長い伝統があり、現在も行政機関の中心地となっている。市の行政機能やフェヒタ郡の郡行政機能の他に、フェヒタ警察署、フェヒタ税務署、フェヒタ区裁判所、フェヒタ職業安定所、フェヒタ登記所、ドイツ年金保険組合オルデンブルク＝ブレーメン事務所など一連の役所や公共機関が存在する。

#### フェヒタ浄水場
フェヒタ市は、旧ランゲンフェルデンの町域以外は OOWV（オルデンブルク＝東フレジア上水連合）の飲料水供給ネットワークに接続しておらず、独自の浄水場を運営している。フェヒタ浄水場は1954年に稼働を開始し、約28,000人に水を供給している。さらに、フェヒタ市内に、電気自動車用充電スタンド 18箇所、駐車場 2箇所、駐輪場「モビリテーツシュタティオン」を運営している。

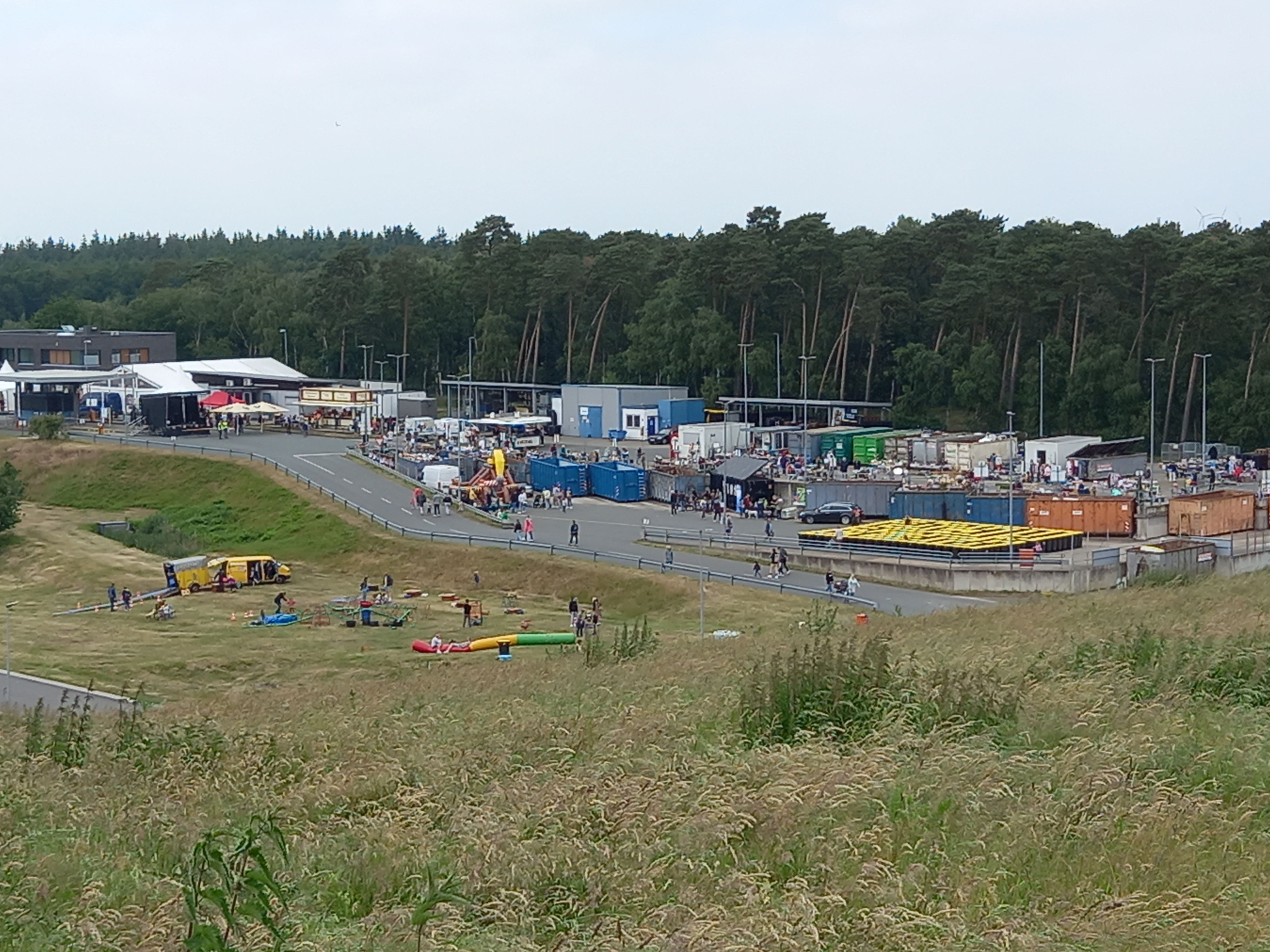
フェヒタ郡塵芥経済センター

#### フェヒタ郡塵芥経済センター
1970年代初め、フェヒタ市は現在の場所にかつて一般的だった「ゴミ埋め立て地」を運営しており、ここに市内のみならずフェヒタ郡北部のゴミが集積されていた。1975年1月1日にフェヒタ郡がその運用を引き継いだ。これ以後、ローネやディンクラーゲのゴミもここに運ばれるようになった。1979年からは、ダンメ近郊のノイエンヴァルデゴミ埋め立て地が閉鎖されたためフェヒタ郡の総てのゴミがここに集められるようになった。新しいゴミ集積場の運用開始に伴い、古い集積場は1988年に廃止された。何十年にもわたって堆積されたゴミが山となっており、そこに緑が植えられた。
現在この場所は、"Abfallwirtschaftszentrum Landkreis Vechta (AWZ)"（直訳: フェヒタ郡塵芥経済センター）と呼ばれている。この敷地のすぐ前に、"Abfallwirtschaft Vechta (AWV)" の管理運営棟がある。この塵芥処理施設には、ゴミを搬入し、リサイクル可能な廃棄物とその他の廃棄物に分別して適切な容器に充填することができる少量搬入エリアのほか、有害廃棄物貯蔵所、生ゴミ堆肥化プラント、乾燥発酵プラント、浸出水処理プラント、新しい搬送ステーションが含まれる。リサイクルできないゴミはブレーメンの焼却施設に運ばれ、焼却処理される。
市内やフェヒタ郡の市町村に合計10箇所あるリサイクルセンターはAWVの管轄下にある。

### メディア
フェヒタでは「オルデンブルギシェ・フォルクスツァイトゥング」が刊行されている。この日刊紙はオルデンブルガー・ミュンスターラント南部の代表的な新聞である。この他フェヒタは、日刊紙「ノルトヴェスト＝ツァイトゥング」(NWZ) の中核販売地域でもある。
ラングフェルデンには、詩集、物語、実用書、アンソロジー、児童書、小説を刊行している小さな出版社ゲースト出版がある。この出版社は、年間15冊ほどを著者の負担金なしで発行している。

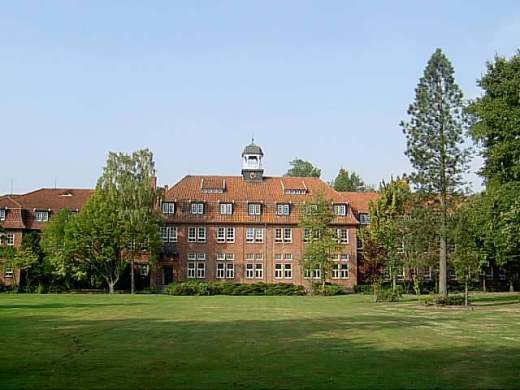
コレーク・ザンクト・トーマス

### 教育
フェヒタ郡の郡庁所在地としてフェヒタは広範な教育の機会を提供しており、ほとんど総ての種類の学校が存在する。基礎教育は、市内に点在する8校の基礎課程学校が担っている。市内には一般ギムナジウムが3校ある。ギムナジウム・アントニアヌムは州立で、この他のドミニコ会のコレーク・ザンクト・トーマスとリープフラウエンシューレ・フェヒタの2校は私立のギムナジウムである。ギムナジウム以外に、ゲシュヴィスター＝ショル＝シューレとルートゲルス＝シューレの2校のオーバーシューレがある。
フェヒタ郡職人組合は職業訓練学校を運営している。芸術・絵画学校と一体化したアトリエでは、子供、青年、成人向けの芸術教育が行われている。
フェヒタには職業訓練学校が2校ある。ユストゥス＝フォン＝リービヒ＝シューレは郡が運営しており、BBSマリエンハインは民間が運営している。

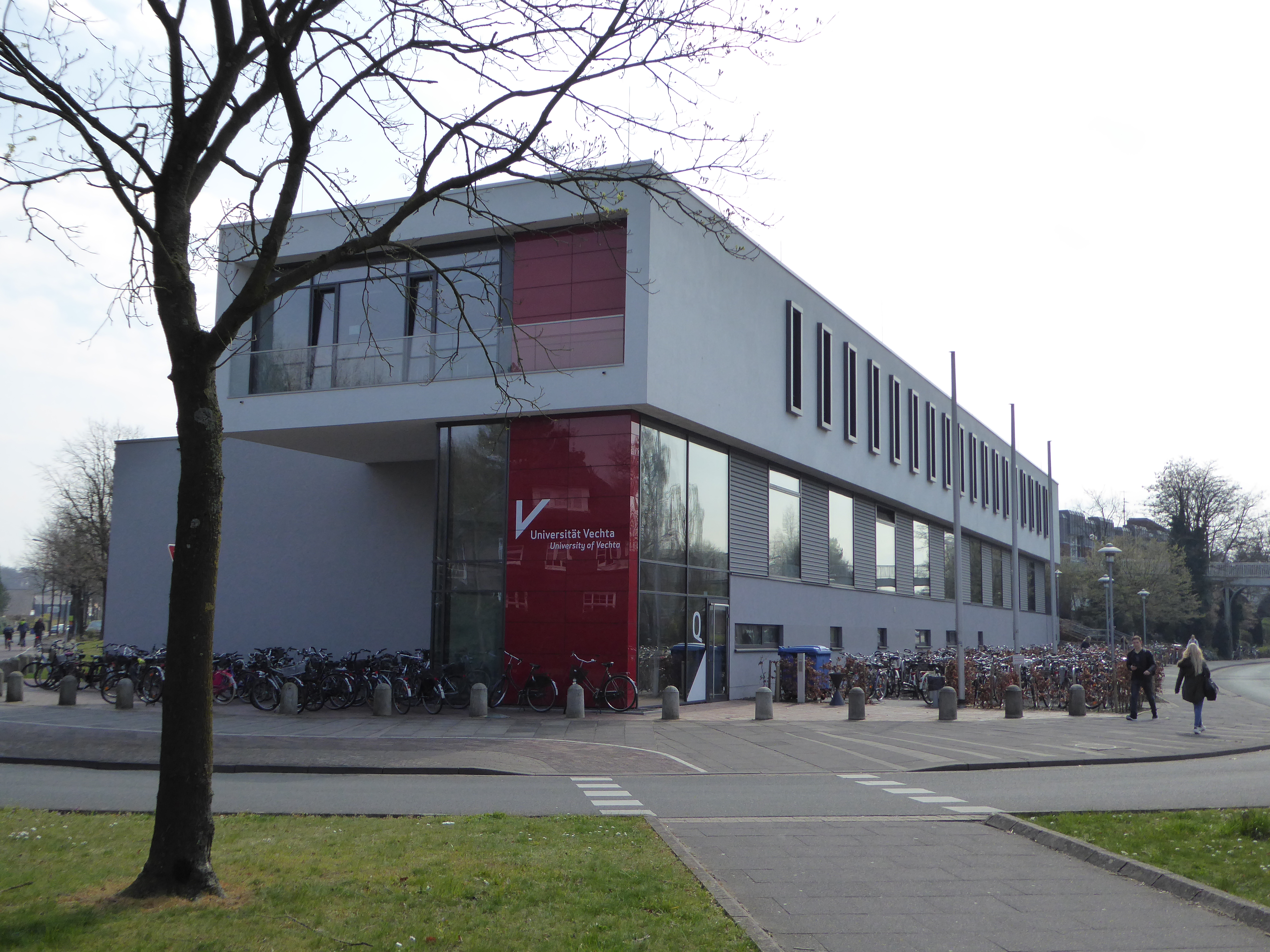
フェヒタ大学（Q棟）

#### 大学
フェヒタ大学は、教育学、教員育成、社会福祉事業（ソーシャルワーク、老人学、ソーシャルサービスマネジメント）に重点を置いており、2022/23年冬期の時点で4,089人の学生が学んでいる。この他に私立経済技術大学 (PHWT) でも若者たちが学んでいる。

### 健康
カトリック教会が運営する病院聖マリエンホスピタルは1851年にフェヒタに設立された。これはオルデンブルガー・ミュンスターラントで最初の本格的な病院であった。

## 人物

### 出身者
- マリア・ヨハンナ・フォン・アーヘン（1755年 - 1845年）作家。
- アンドレアス・ロムベルク（1767年 - 1821年）ヴァイオリニスト、作曲家。
- ロルフ・ディーター・ブリンクマン（ドイツ語版、英語版）（1940年 - 1975年）詩人、作家、編集者、翻訳家。
- アンスガー・ブリンクマン（ドイツ語版、英語版）（1969年 - ）サッカー選手、指導者。
- カティア・ズーディング（ドイツ語版、英語版）（1975年 - ）政治家。
- アルパルスラン・エルデム（ドイツ語版、英語版）（1988年 - ）トルコ人サッカー選手、指導者。

### ゆかりの人物
- クレメンス・アウグスト・グラーフ・フォン・ガーレン（1878年 - 1946年）ミュンスター司教、枢機卿。ギムナジウム・アントニアヌムでアビトゥーアを修得した。
- マックス・ゲオルク・フォン・ツヴィッケル男爵（ドイツ語版、英語版）（1926年 - 2013年）司教区管理官。
- ハラルド・ツア・ハウゼン（1936年 - 2023年）ウィルス学者。2008年ノーベル医学・生理学賞受賞者。ギムナジウム・アントニアヌムでアビトゥーアを修得した。
- ヴェルナー・ミュンヒ（ドイツ語版、英語版）（1940年 - ）ザクセン＝アンハルト州首相（1991年 - 1993年）。フェヒタ専門単科大学学長を務めた。
- ハンス＝ペーター・マイヤー（ドイツ語版、英語版）（1944年 - ）欧州議会議員（1999年 - 2014年）。フェヒタ専門単科大学学長を務めた。
- パウル・ショッケメーレ（ドイツ語版、英語版）（1945年 - ）障害飛越競技選手。1976年モントリオールオリンピック障害飛越団体銀メダリスト、1984年ロサンゼルスオリンピック障害飛越団体銅メダリスト。企業家。
- ハインリヒ・ティンマーエーファース（ドイツ語版、英語版）（1962年 - ）ドレスデン＝マイセン司教（2016年 - ）。
- グンディス・ザンボ（ドイツ語版、英語版）（1966年 - ）テレビキャスター、俳優、モデル。フェヒタで育った。
- エリク・プファイファー（ドイツ語版、英語版）（1987年 - ）ボクサー。

## 関連図書
- Martin Zeiller (1647). “Vechta”. In Matthäus Merian. Topographia Westphaliae. Topographia Germaniae. Band 8 (1 ed.). Frankfurt am Main: Matthaeus Merian. pp. 65–66
- Franz Hellbernd (1984). “Der Wiederaufbau der Stadt Vechta vor 300 Jahren”. Jahrbuch für das Oldenburger Münsterland 1985. Vechta. pp. 39–54
- Peter Haertel (2007), Studiengesellschaft für Emsländische Regionalgeschichte, ed., “Die Rechenhilfen des Franziskaners Mauritz Eilmann – Mathematiker in Vechta und Meppen”, Emsländische Geschichte (Haselünne) 14:  pp. 436–467